# Rezervația biosferei Vidzeme de Nord
Rezervația biosferei Vidzeme de Nord (în letonă Ziemeļvidzemes biosfēras rezervāts) este singura rezervație a biosferei din Letonia, fiind situată în regiunea Vidzeme din nord-vestul Letoniei, de-a lungul graniței cu Estonia. Rezervația biosferei include habitate naturale și seminaturale variate, 25 de rezervații naturale, un parc natural și două arii protejate marine.

## Istoric
Pentru a îmbunătăți radical situația ecologică din bazinul râului Salaca și coasta adiacentă a Golfului Riga, precum și pentru a crea condiții prealabile pentru înființarea unei rezervații a biosferei pe acest teritoriu, Consiliul de Miniștri al Letoniei a adoptat, la 26 martie 1990, Hotărârea nr. 75 „cu privire la înființarea Complexului Regional de Protecție a Naturii Vidzeme de Nord și măsuri pentru organizarea Rezervației biosferei”. Granițele sale au fost definite de râul Salaca și bazinul său hidrografic, care este cel mai important loc de reproducere a somonului din partea de est a Mării Baltice. Nou înființata arie protejată a cuprins aproximativ 6% din suprafața totală a Letoniei, incluzând mai multe localități, obiective industriale și de infrastructură.
La 11 decembrie 1997, Saeima (parlamentul Letoniei) a adoptat Legea privind Rezervația biosferei Vidzeme de Nord. La 15 decembrie, rezervația a primit recunoaștere internațională, fiind inclusă în programul UNESCO Omul și Biosfera (Man and the Biosphere Programme) și devenind parte a rețelei globale de rezervații ale biosferei.

## Descriere
Rezervația biosferei Vidzeme de Nord este singura rezervație a biosferei din Letonia, o arie naturală protejată mixtă, terestră și marină, în care valorile naturale și peisagistice importante la nivel internațional sunt păstrate prin asigurarea dezvoltării sociale și economice durabile.
Rezervația biosferei Vidzeme de Nord cuprinde 53 de kilometri de coastă a Golfului Riga și este limitată la nord de granița cu Estonia, acoperind o suprafață corespunzătoare bazinelor hidrografice ale râurilor Salaca, Svetupe și Vitrupe. Zonele umede reprezintă o caracteristică a peisajului, pe teritoriul rezervației biosferei existând peste 60 de lacuri cu o suprafață de peste 3 hectare, precum și dealuri formate glaciar și câmpii ondulate. Zona de coastă este formată din plaje nisipoase, pajiști de coastă și terenuri acoperite de bolovani.
Scopul Rezervației biosferei Vidzeme de Nord în sens național și internațional este realizarea unui echilibru în ceea ce privește protecția diversității naturale, promovarea dezvoltării economice și conservarea valorilor culturale. Rezervația biosferei reprezintă ecosistemele de coastă terestre și baltice recunoscute internațional din zona pădurilor temperate. Pentru a asigura conservarea peisajului, ecosistemelor, speciilor și diversității genetice a teritoriului și pentru a promova dezvoltarea economică durabilă, teritoriul rezervației biosferei este împărțit în zone funcționale, respectiv zone de protecție a peisajului și zone neutre.

### Caracteristici
- coordonate: 57°20' - 58°10' N; 24°20' - 26°00' E
- suprafață totală: 4.575,5 km², din care:
  - sanctuare naturale: 184,4 km²,
  - zone de protecție a peisajului: 1.600 km²,
  - zone neutre: 1.625,6 km²,
  - zone de litoral marin până la adâncimea de 10 m: 1.160 km²
- altitudine: 0 m (Golful Riga) – 131 m (Imanta kalniņš)
- ecosisteme principale: păduri de conifere și mixte, mlaștini, dune marine, câmpii litorale, zone de coastă neamenajate, ape curgătoare și lacuri naturale, stânci de gresie[2].

Rezervația biosferei Vidzeme de Nord include:
- 25 de rezervații naturale:
  - Augstroze - sit Natura 2000, cod: LV0000110, 4.017,53 ha,
  - Burgas pļavas - sit Natura 2000, cod: LV0509700, 1.024,4 ha,
  - Burtnieku ezera pļavas - sit Natura 2000, cod: LV0532700, 431,9 ha,
  - Dūņezers - sit Natura 2000, cod: LV0508500, 169,9 ha,
  - Dzērves purvs - sit Natura 2000, cod: LV0509500, 488,78 ha,
  - Dziļezers un Riebezers - sit Natura 2000, cod: LV0508700, 351,7 ha,
  - Kalna purvs - sit Natura 2000, cod: LV0533700, 352,8 ha,
  - Karateri - rezervație naturală, cod: LV0508900, 23,9 ha,
  - Kārķu purvs - sit Natura 2000, cod: LV0515300, 309,3 ha,
  - Klagatu purvs - sit Natura 2000, cod: LV0533500, 154,37 ha,
  - Lielpurvs - sit Natura 2000, cod: LV0509700, 1.024,4 ha,
  - Maizezers - sit Natura 2000, cod: LV0510000, 66,17 ha,
  - Mērnieku dumbrāji - sit Natura 2000, cod: LV0522000, 61 ha,
  - Niedrāju–Pilkas purvs - sit Natura 2000, cod: LV0509800, 1.029,8 ha,
  - Oleru purvs - sit Natura 2000, cod: LV0516000, 105 ha,
  - Purgaiļu purvs - sit Natura 2000, cod: LV0508400, 347 ha,
  - Randu pļavas - sit Natura 2000, cod: LV0509100, 290,5 ha,
  - Rūjas paliene - sit Natura 2000, cod: LV0535400, 444 ha,
  - Sedas purvs - sit Natura 2000, cod: LV0526800, 7.259,72 ha,
  - Ungurpils meži - sit Natura 2000, cod: LV0522300, 52,7 ha,
  - Vidusburtnieks - sit Natura 2000, cod: LV0000120, 1.779,18 ha,
  - Vidzemes akmeņainā jūrmala - sit Natura 2000, cod: LV0508600, 1.517 ha,
  - Vitrupes ieleja - sit Natura 2000, cod: LV0530500, 126 ha,
  - Ziemeļu purvi - sit Natura 2000, cod: LV0000130, 7.698 ha,
  - Zilaiskalns - sit Natura 2000, cod: LV0536300, 117,71 ha,
- 1 parc natural:
  - Salacas upes ieleja - sit Natura 2000, cod: LV0302200, 6.259,7 ha,
- 2 arii protejate marine:
  - Ainaži-Salacgrīva - sit Natura 2000, 7.113 ha,
  - Vitrupe-Tūja - sit Natura 2000, 3.577 ha.

Cele mai înalte puncte de pe teritoriul Rezervației biosferei Vidzeme de Nord sunt: Imanta kalniņš (131 m), Pikas kalns (112 m), Skaņaiskalns (80 m), Priežkalniņš (80 m), Ežurgu klintis (23 m).

## Biodiversitate
Zona este importantă din punct de vedere al conservării naturii, deoarece adăpostește lacuri, mlaștini, râuri repezi populate de somoni, pajiști litorale care sunt utilizate în mod tradițional pentru pășunat și rămășițe ale vechilor păduri de foioase. Râul Salaca este unul dintre cele mai importante râuri din întreaga regiune a Mării Baltice în ceea ce privește zonele de reproducere a somonului.
În 2007, rezervația naturală Ziemeļu purvi („Mlaștinile nordice”, locație Ramsar nr. 1385) a fost inclusă în lista Ramsar a zonelor umede transfrontaliere (zone umede de importanță internațională), împreună cu rezervațiile naturale Nigula (locație Ramsar nr. 910) și Sookuninga (locație Ramsar nr. 1748) din Estonia.

### Climă
Clima este moderată, influențată de apropierea de Marea Baltică, iar cantitatea de precipitații depășește evapotranspirația. Temperatura medie anuală este de 5,5 °C, iar precipitațiile medii sunt de 700-800 mm, în sezonul de vegetație înregistrându-se aproximativ 500 mm.

### Floră
În general, pădurea mixtă este tipică în Letonia, țară situată la limita dintre biomii pădurilor boreală și nemorală, rezultând o îmbinare a elementelor de vegetație. Suprafața totală de pădure din Rezervația biosferei Vidzeme de Nord era în 2012 de 191.147,7 ha, reprezentând 6% din suprafața totală de pădure din Letonia.
Zona rezervației este întinsă și diversă, putând fi împărțită în trei subregiuni principale: zona de coastă din partea vestică, cu acoperire forestieră extinsă, zona lacului Burtnieks din partea centrală, dominată de terenuri agricole cu pete de pădure și zona deluroasă Çrìeme, caracterizată prin zone alternante de pădure și terenuri deschise.
Zona de coastă este acoperită în mare parte de pădure mixtă de mesteacăn-pin sau mesteacăn-molid și pădure de pin pe soluri nisipoase sau turboase. În zona Burtnieks, pâlcuri de pădure se mai găsesc doar pe dealuri, care sunt în cea mai mare parte acoperite cu arborete dominate de pin, și arborete de foioase pe văile râurilor. Pădurea din zona deluroasă Çrìeme este formată în principal din combinații de molid-pin și pin cu amestec de mesteacăn.
Speciile dominante de arbori sunt pinul de pădure (Pinus sylvestris), molidul (Picea abies), mesteacănul argintiu (Betula pendula), mesteacănul alb (Betula pubescens), arinul negru (Alnus glutinosa), plopul tremurător (Populus tremula), stejarul (Quercus robur) și frasinul (Fraxinus excelsior). Se mai găsesc și arborete de arin cenușiu (Alnus incana).

Arbori din Rezervația biosferei Vidzeme de Nord
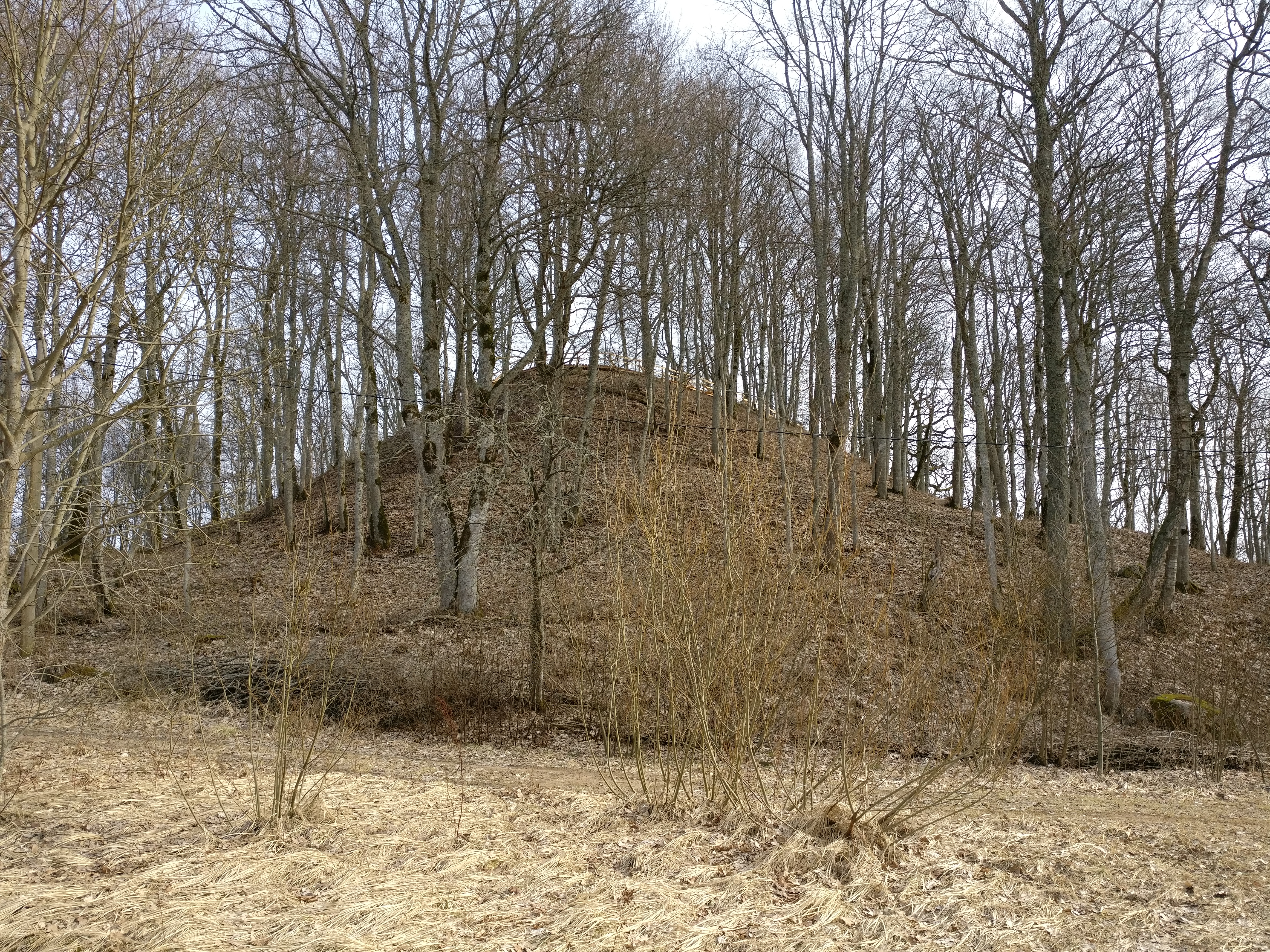
pădure de foioase în Rezervația biosferei Vidzeme de Nord
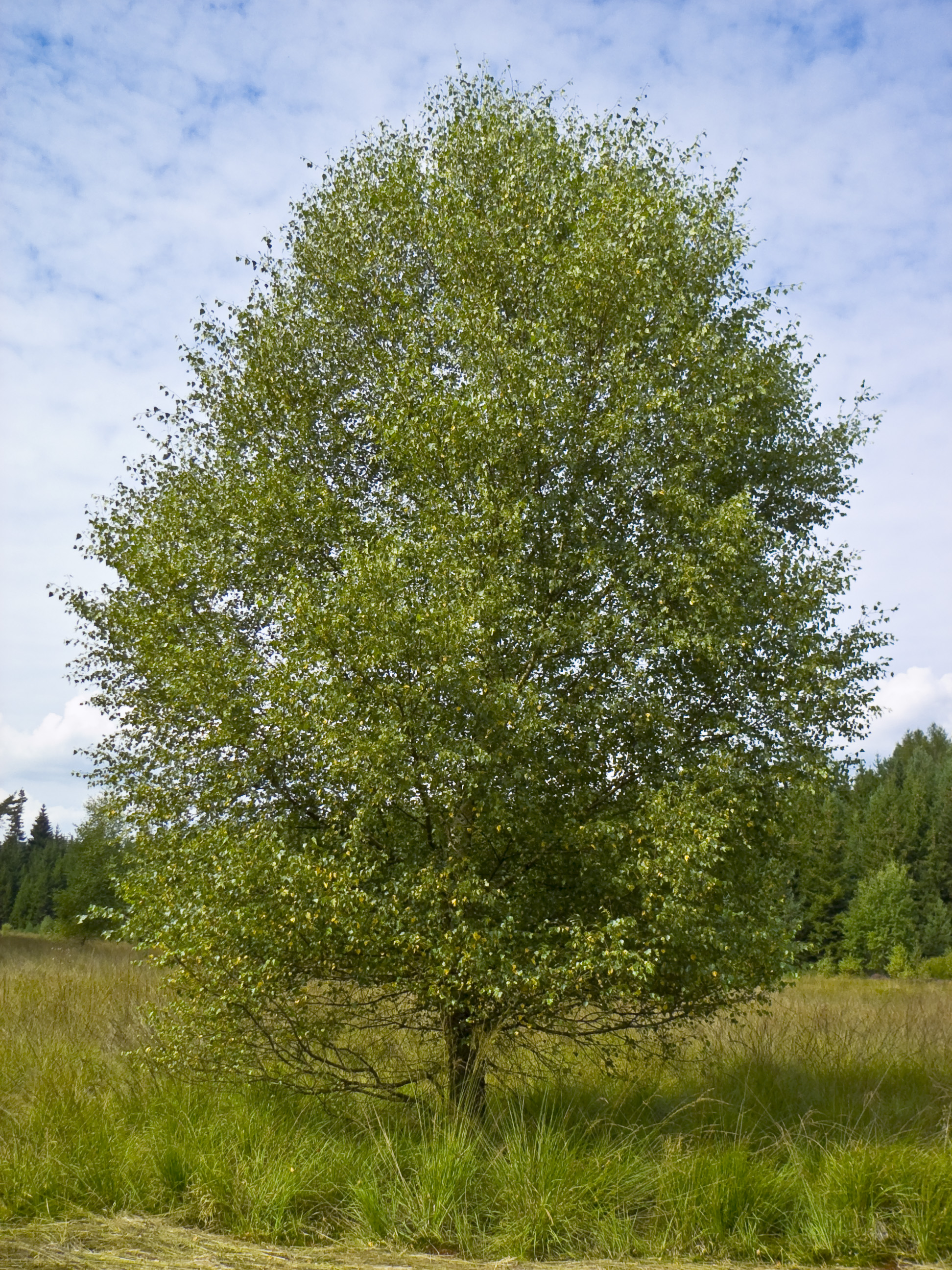
mesteacăn alb (Betula pubescens)
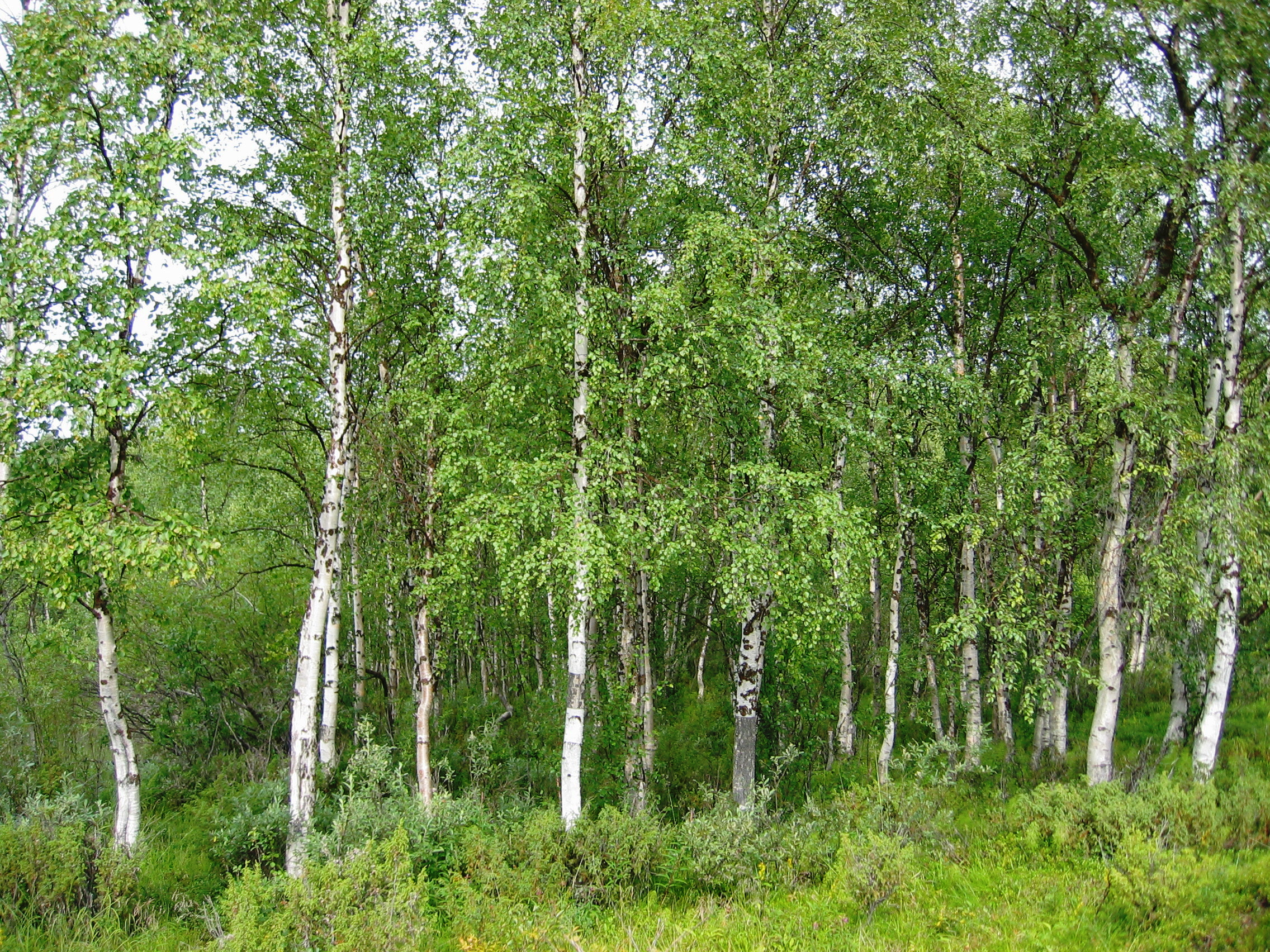
mesteacăn argintiu (Betula pendula)
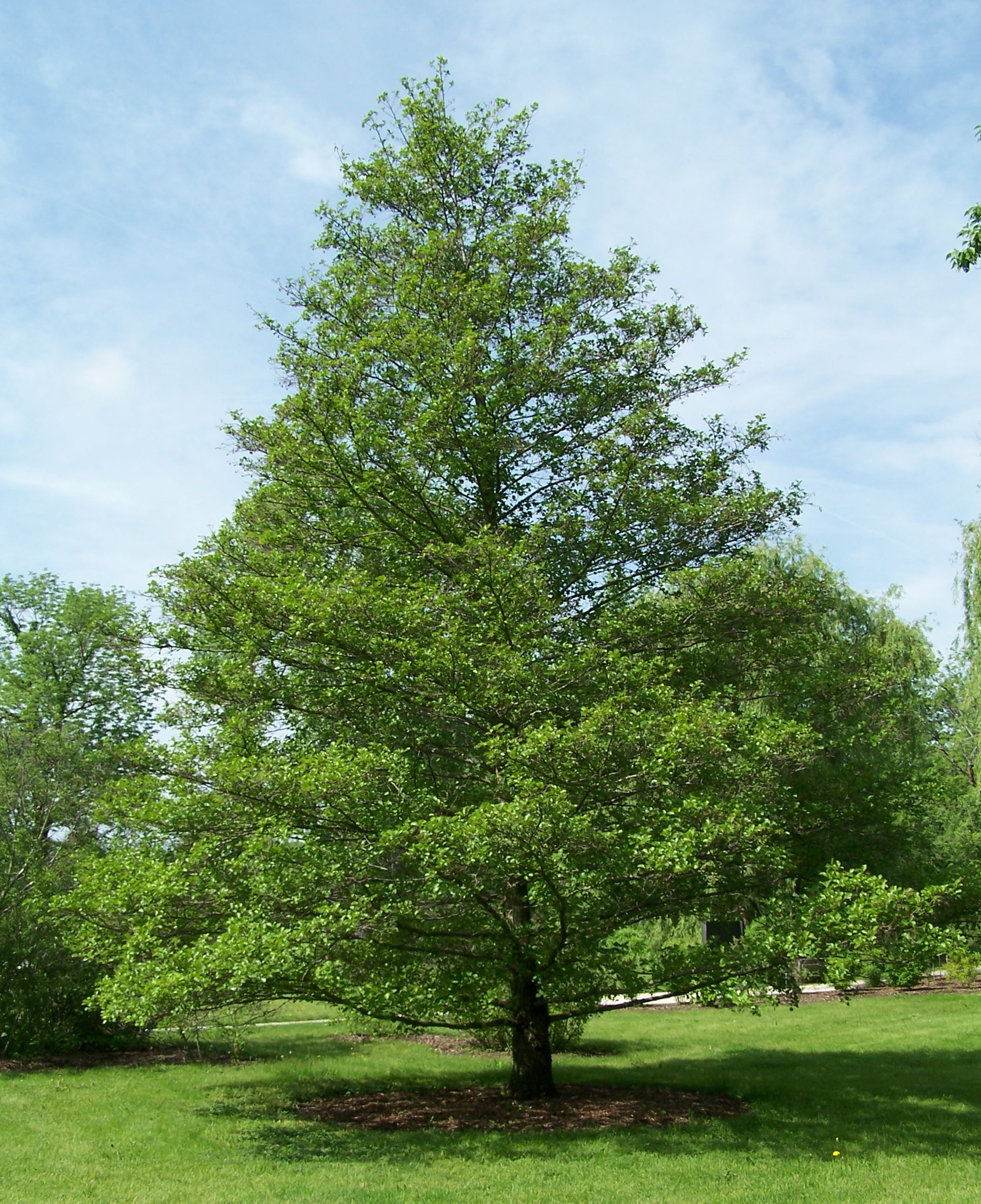
arin negru (Alnus glutinosa)
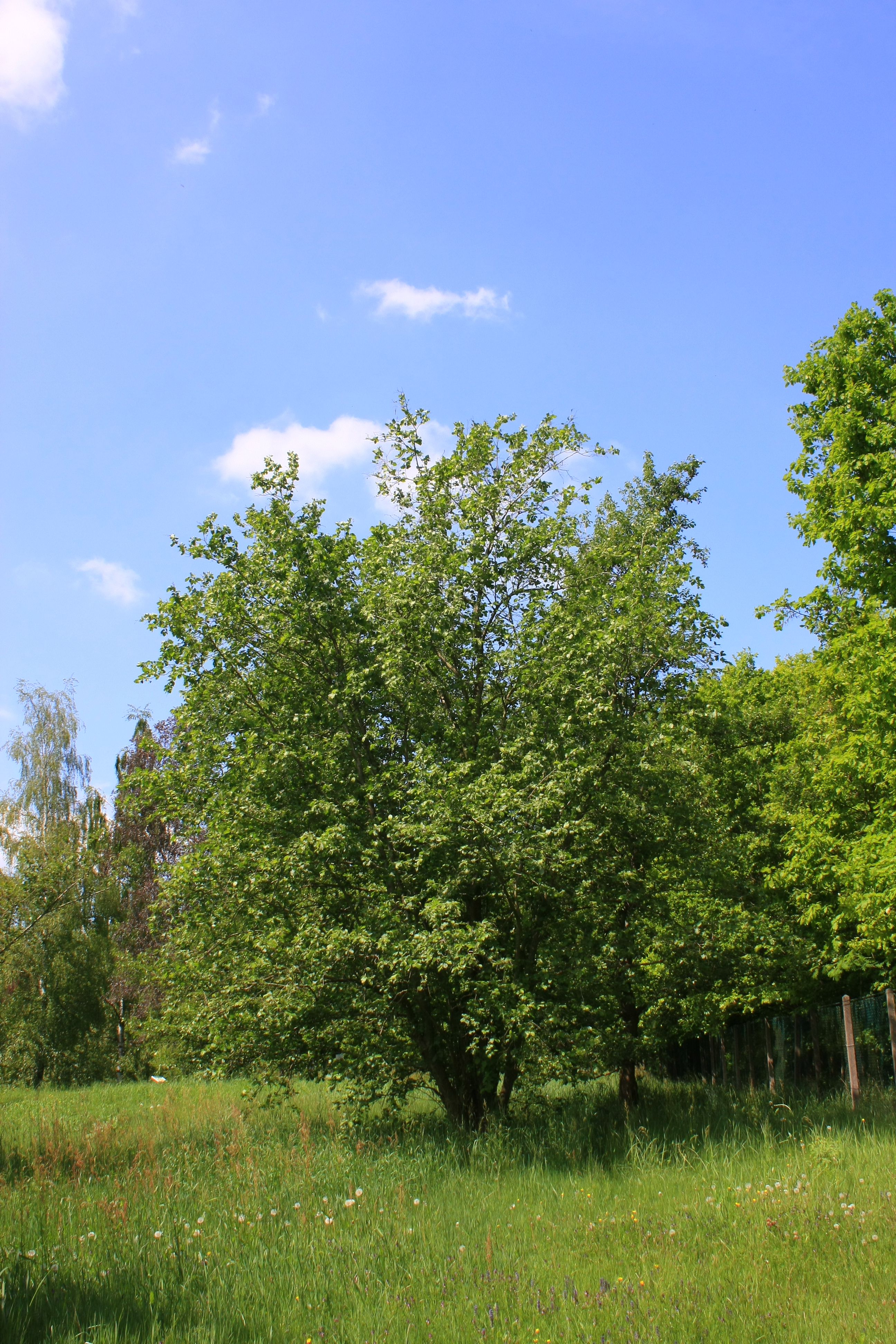
arin cenușiu (Alnus incana)
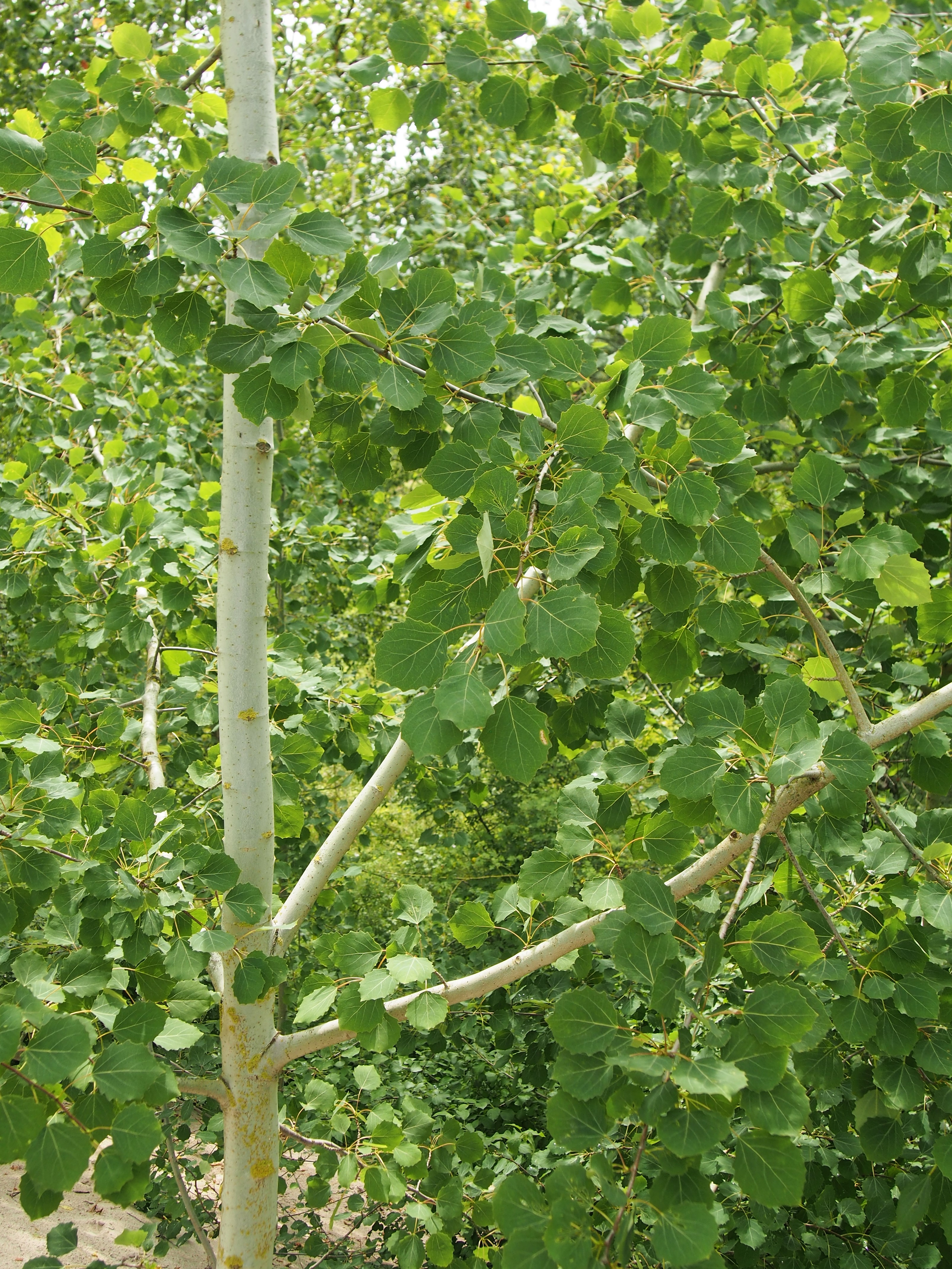
plop tremurător
(Populus tremula)

Dintre speciile de plante se evidențiază o specie de Angiosperme (Ceratophyllum submersum), aglică (Filipendula vulgaris), rogoz (Carex cespitosa și Trichophorum cespitosum), iarba cerbului (Trichophorum cespitosum), salcie (Salix), ustuturoi sălbatic (Allium ursinum), mușchi (Neckera pennata), orhidee Loesel (Liparis loeselii), lobelia acvatică (Lobelia dortmanna), stuf (Phragmites japonicus), precum și mai multe specii de papură (Typha) și alge (Fucus vesiculosus, Furcellaria lumbricalis, Sphacelaria arctica și Polysiophonia fucoides, Ceramium tenuicorne și Furcellaria lumbricalis)..

Floră din Rezervația biosferei Vidzeme de Nord
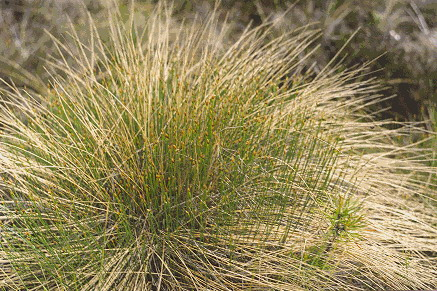
iarba cerbului (Trichophorum cespitosum)
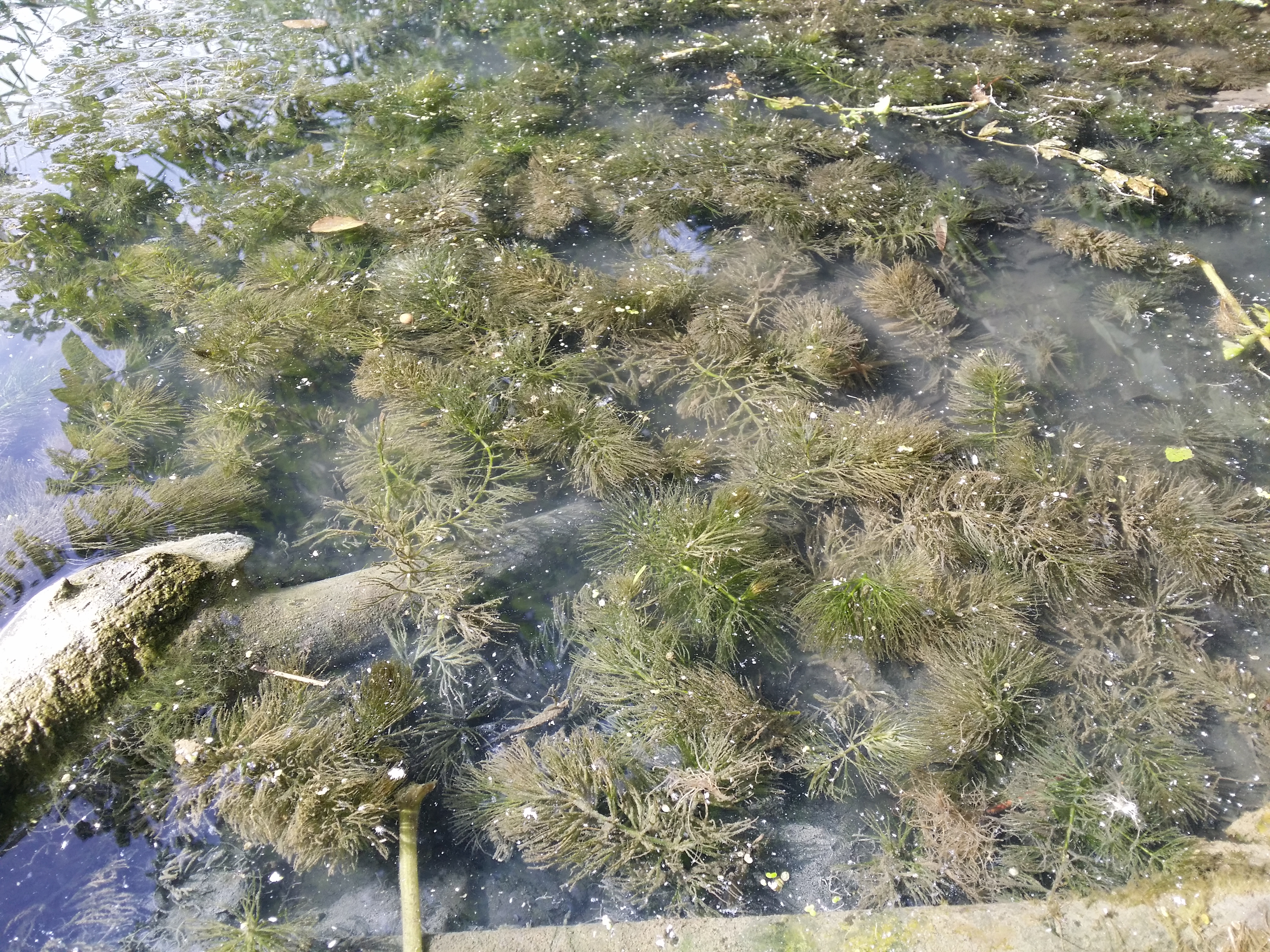
specie de Angiosperme (Ceratophyllum submersum)
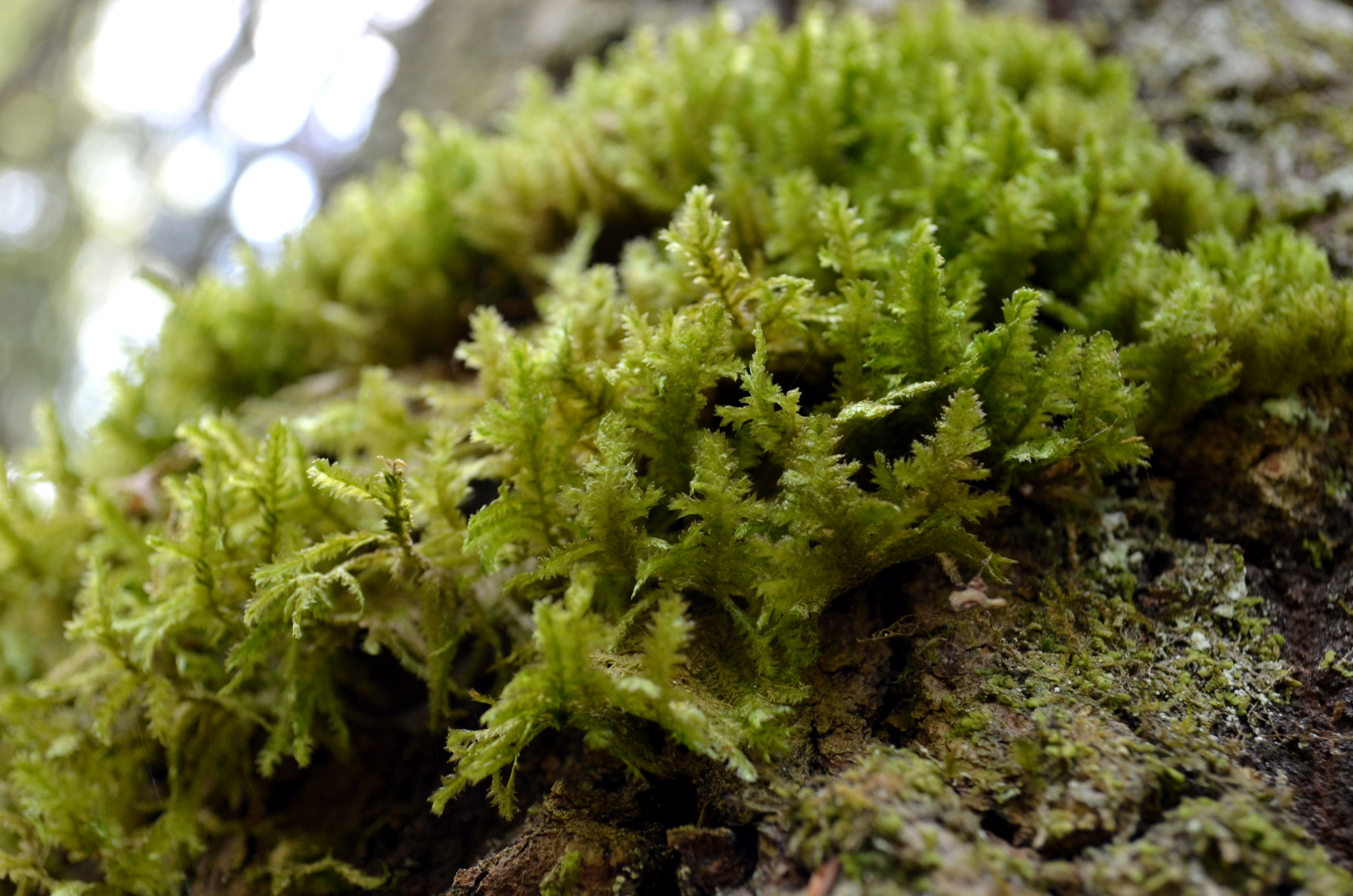
mușchi (Neckera pennata)
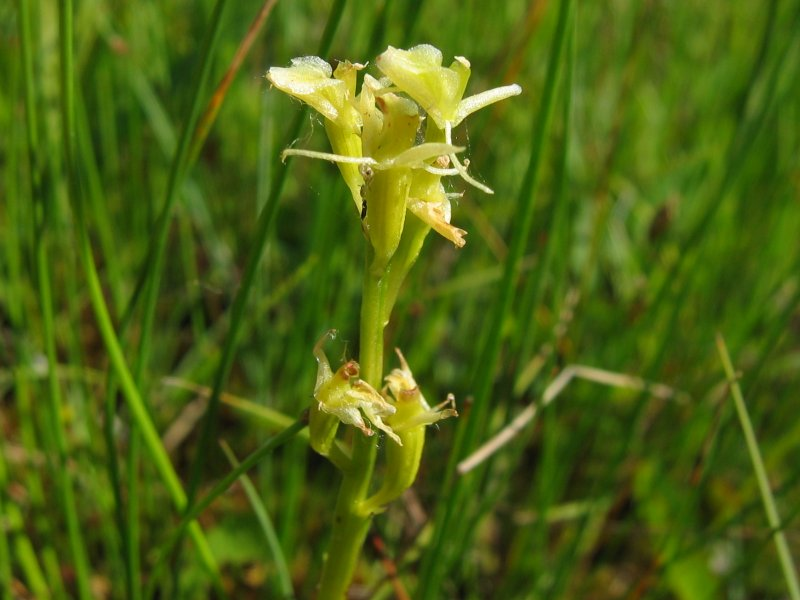
orhidee Loesel (Liparis loeselii)
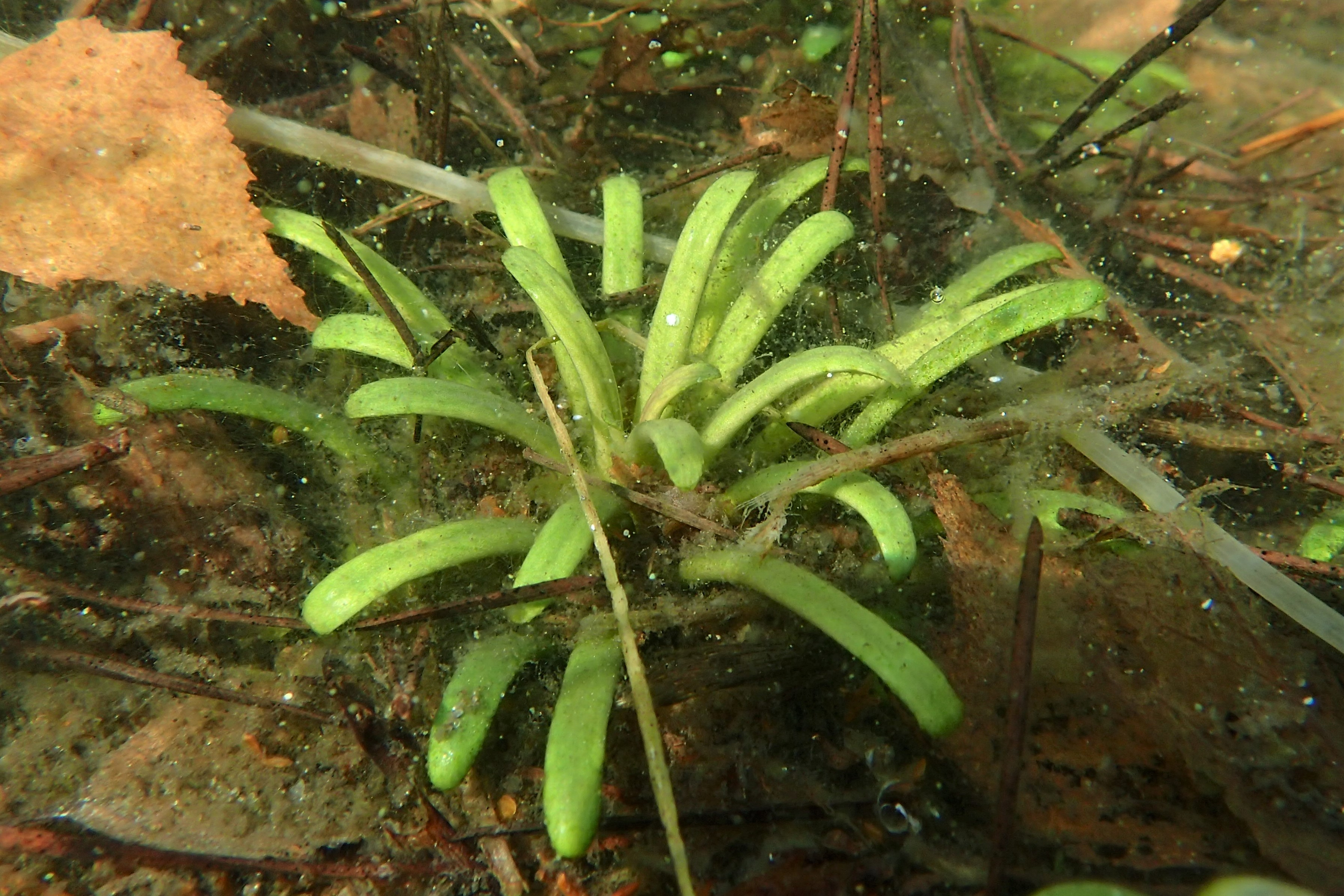
lobelia Dortmann
(Lobelia dortmanna)

### Faună
Fauna rezervației biosferei este diversă, pe lângă speciile specifice Letoniei se găsesc și numeroase specii rare precum libelula cu fața albă (Leucorrhinia caudalis), fluturele flitirar (Euphydryas maturna), broasca de nisip (Epidalea calamita). Dintre speciile acvatice de evidențiază o specie de crustacee marine (Amphibalanus improvisus), heringul (Clupea harengus), zvârluga (Cobitis taenia) și somonul (Salmo salar)..

Faună din Rezervația biosferei Vidzeme de Nord
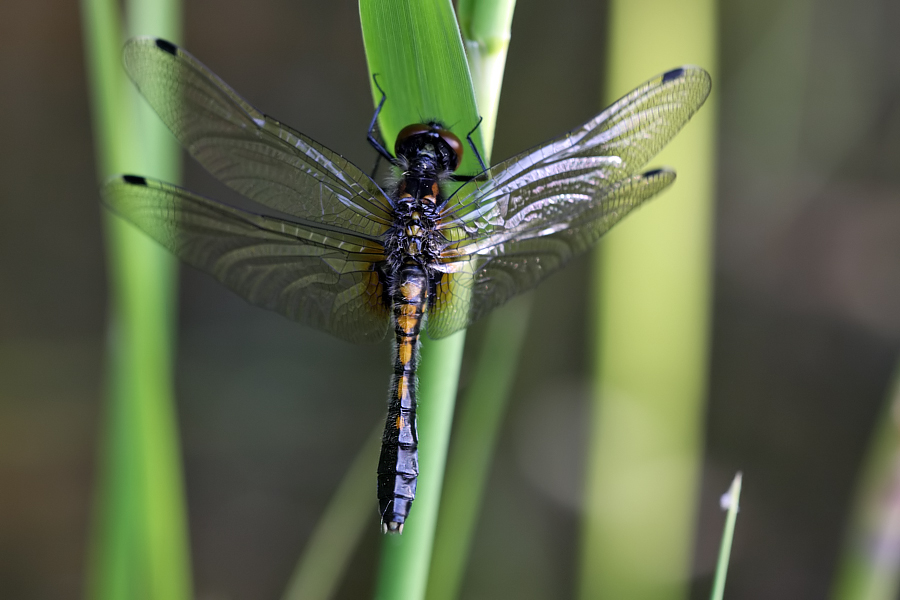
libelulă cu fața albă (Leucorrhinia caudalis)
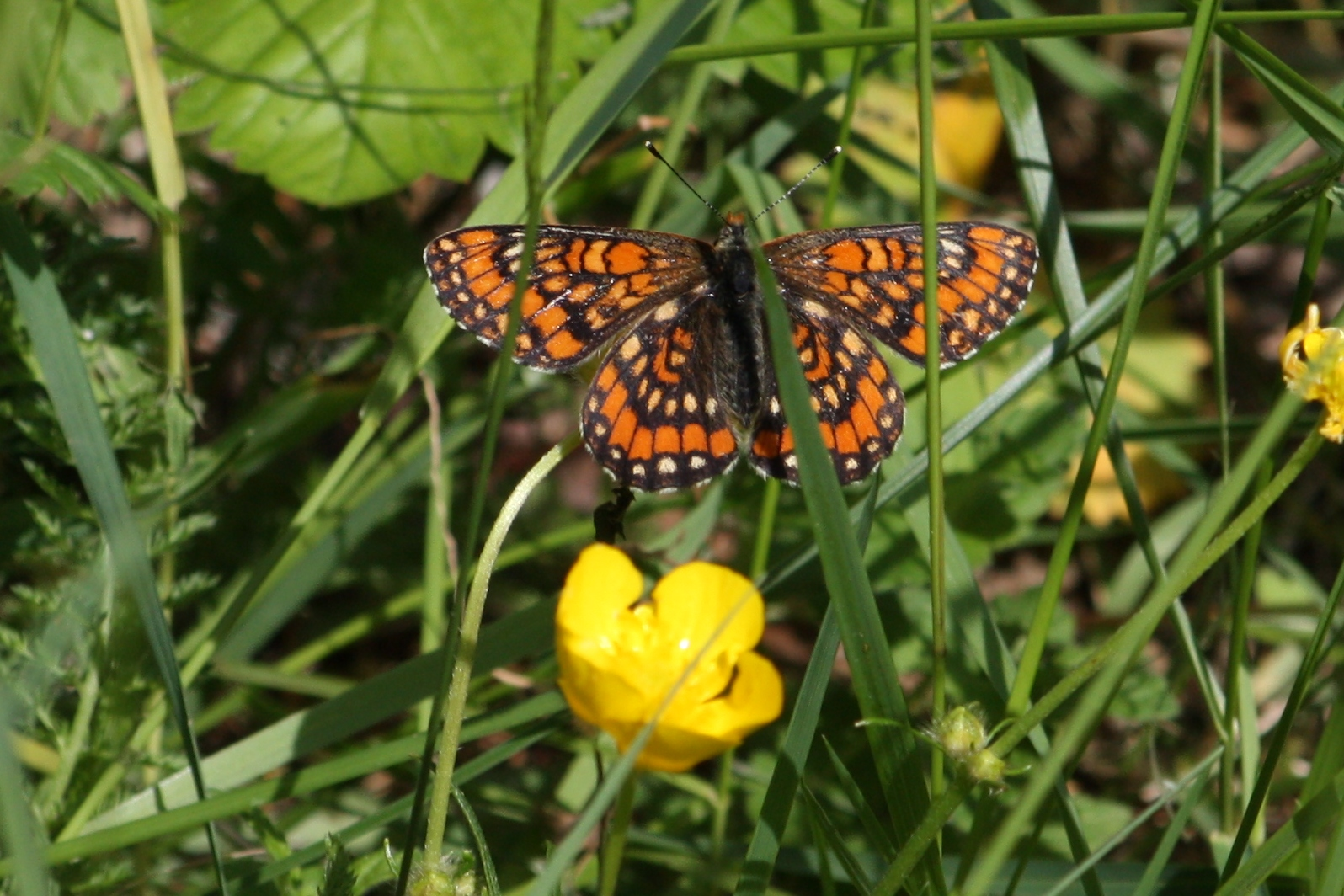
fluture flitirar (Euphydryas maturna)
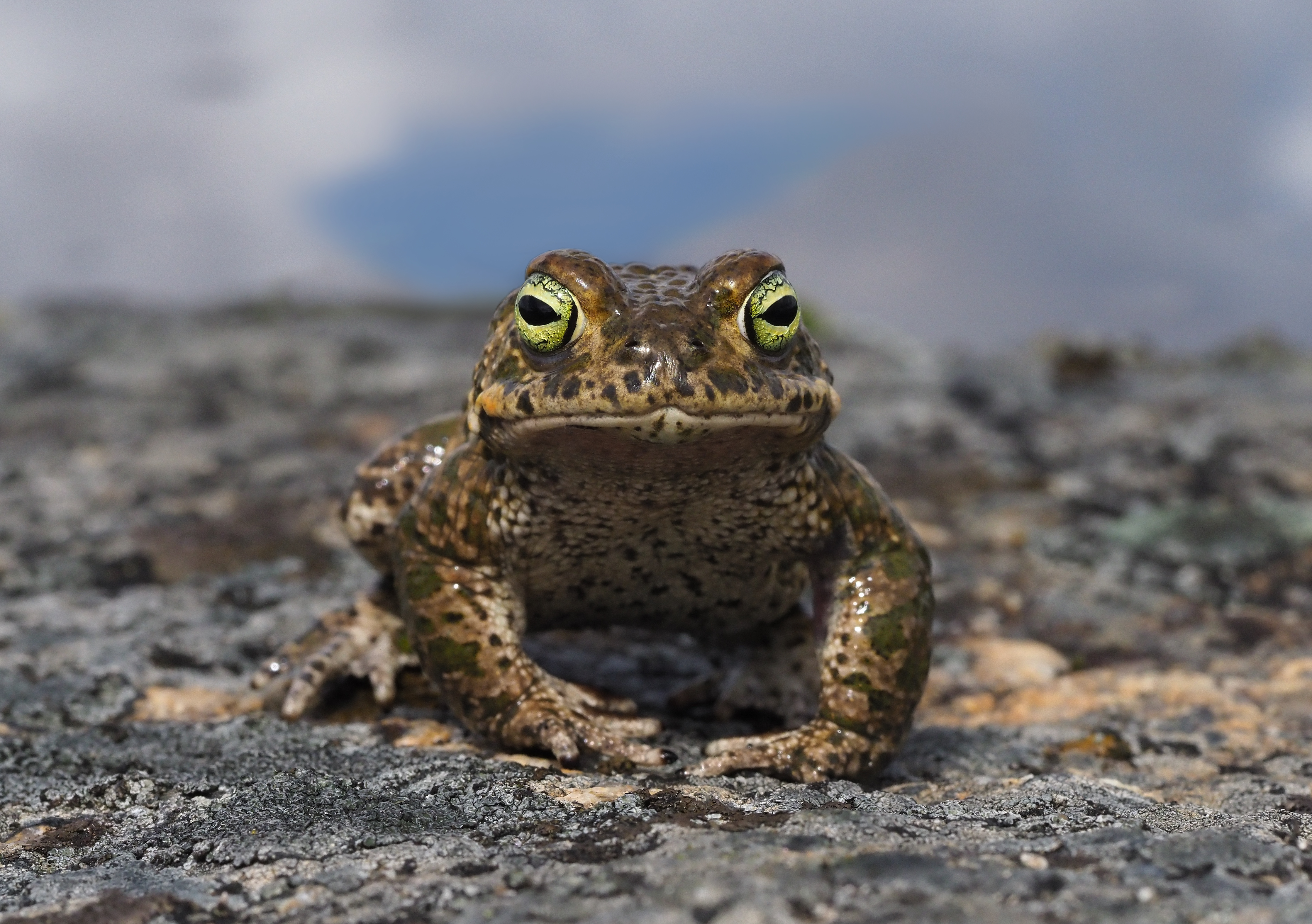
broască de nisip (Epidalea calamita)
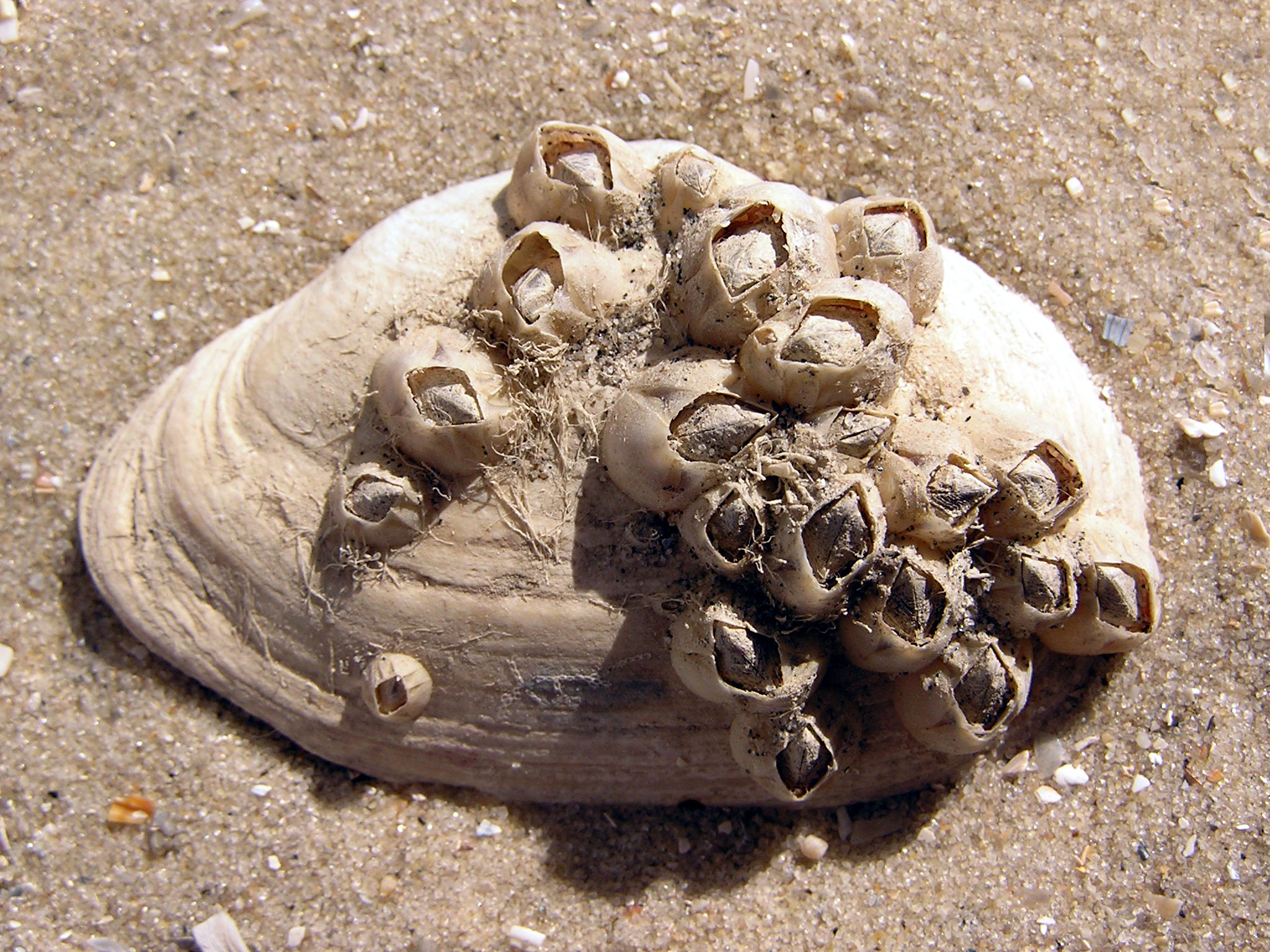
crustacee marine (Amphibalanus improvisus)
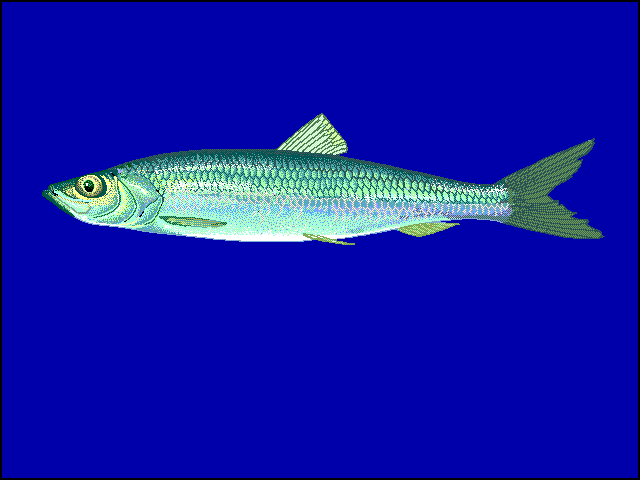
hering
(Clupea harengus)

Dintre păsări, se găsesc numeroase specii migratoare, dar și unele ocrotite precum buhai de baltă (Botaurus stellaris), lebădă de iarnă (Cygnus cygnus), uligan pescar (Pandion haliaetus), erete de stuf (Circus aeruginosus), cocor mare (Grus grus), cresteț pestriț (Porzana porzana), culic mare (Numenius arquata), ciocănitoarea pătată (Dendrocoptes medius), acvilă țipătoare mică (Clanga pomarina), cocoș de mesteacăn (Tetrao tetrix), ieruncă (Tetrastes bonasia), ploier auriu (Pluvialis apricaria), fluierar de mlaștină (Tringa glareola), huhurez de pădure (Strix uralensis), pescăraș albastru (Alcedo atthis), ciocănitoare neagră (Dryocopus martius), ciocănitoare verzuie (Picus canus), ferestraș mic (Mergellus albellus), cocoș de munte (Tetrao urogallus), sfrâncioc mare (Lanius excubitor), barză neagră (Ciconia nigra), ciocănitoare cu spatele alb ((Dendrocopos leucotos)), gâște (Anser fabalis și Anser albifrons), viespar (Pernis apivorus), pescăruși (Larus canus și Larus argentatus), corcodel auriu (Podiceps auritus), rață mică (Anas crecca), fluierar de mlaștină (Tringa glareola)..

Păsări din Rezervația biosferei Vidzeme de Nord
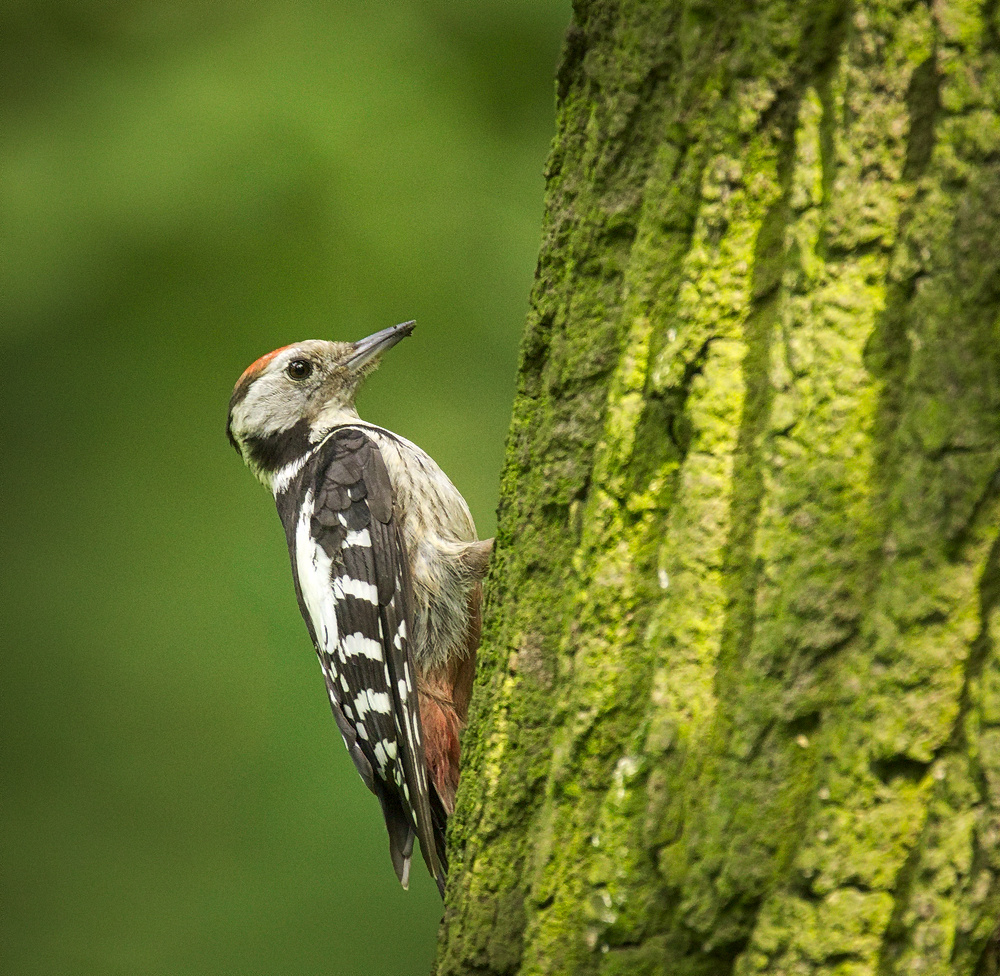
ciocănitoare pătată (Dendrocoptes medius)
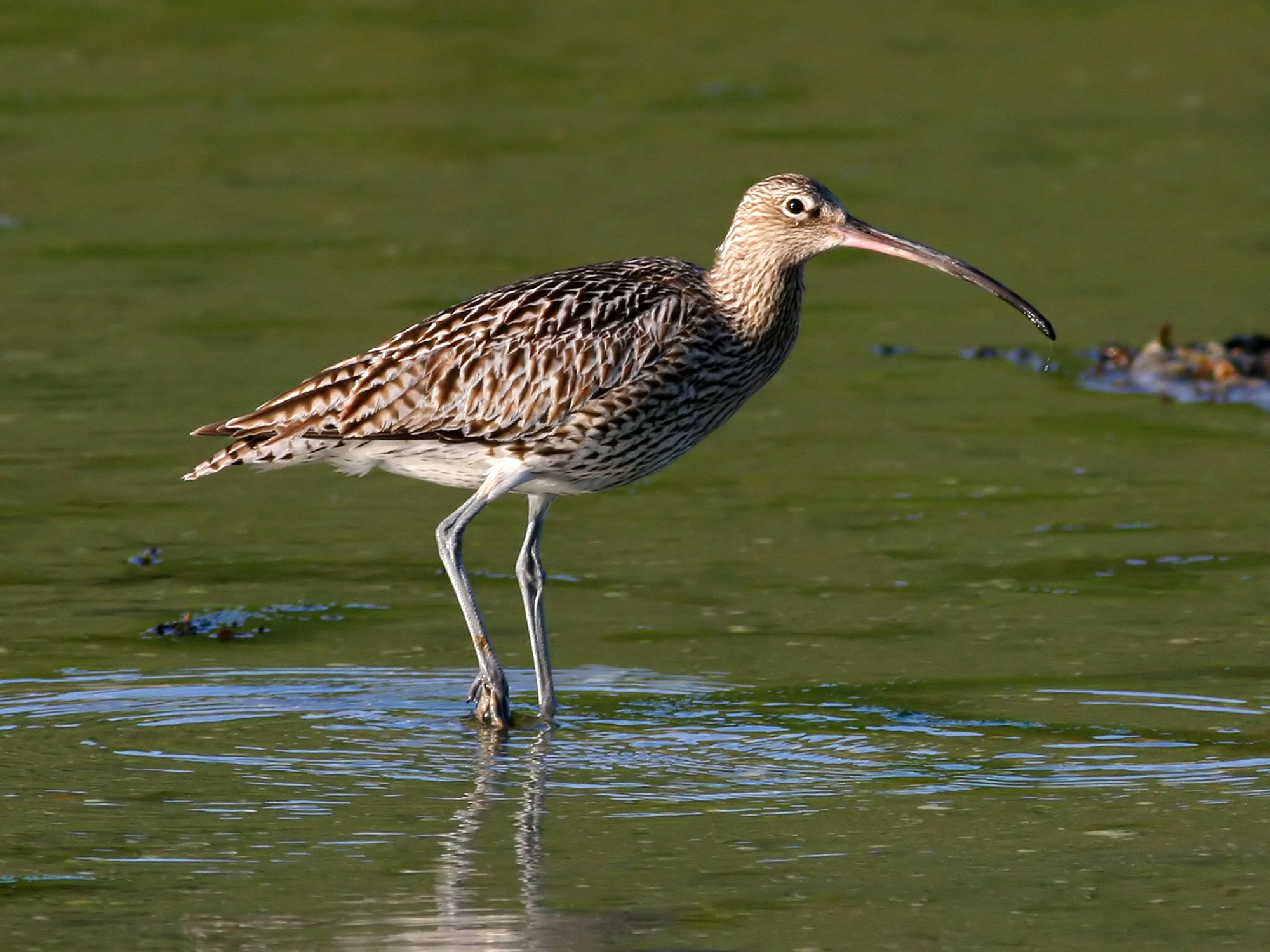
culic mare (Numenius arquata)
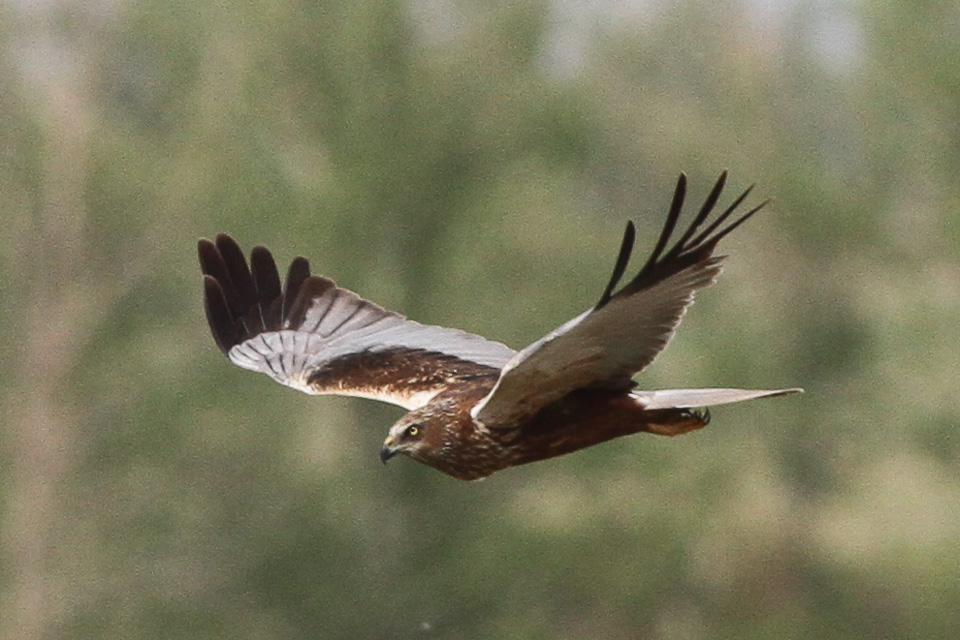
erete de stuf (Circus aeruginosus)
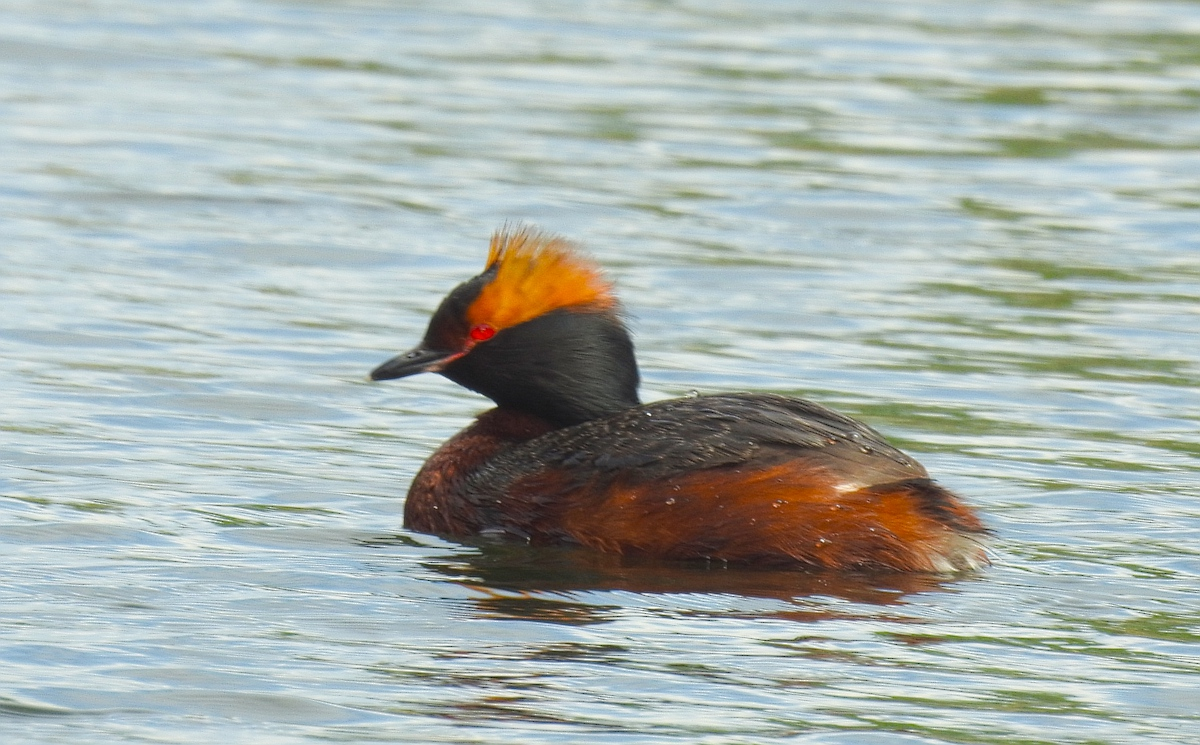
corcodel auriu (Podiceps auritus)
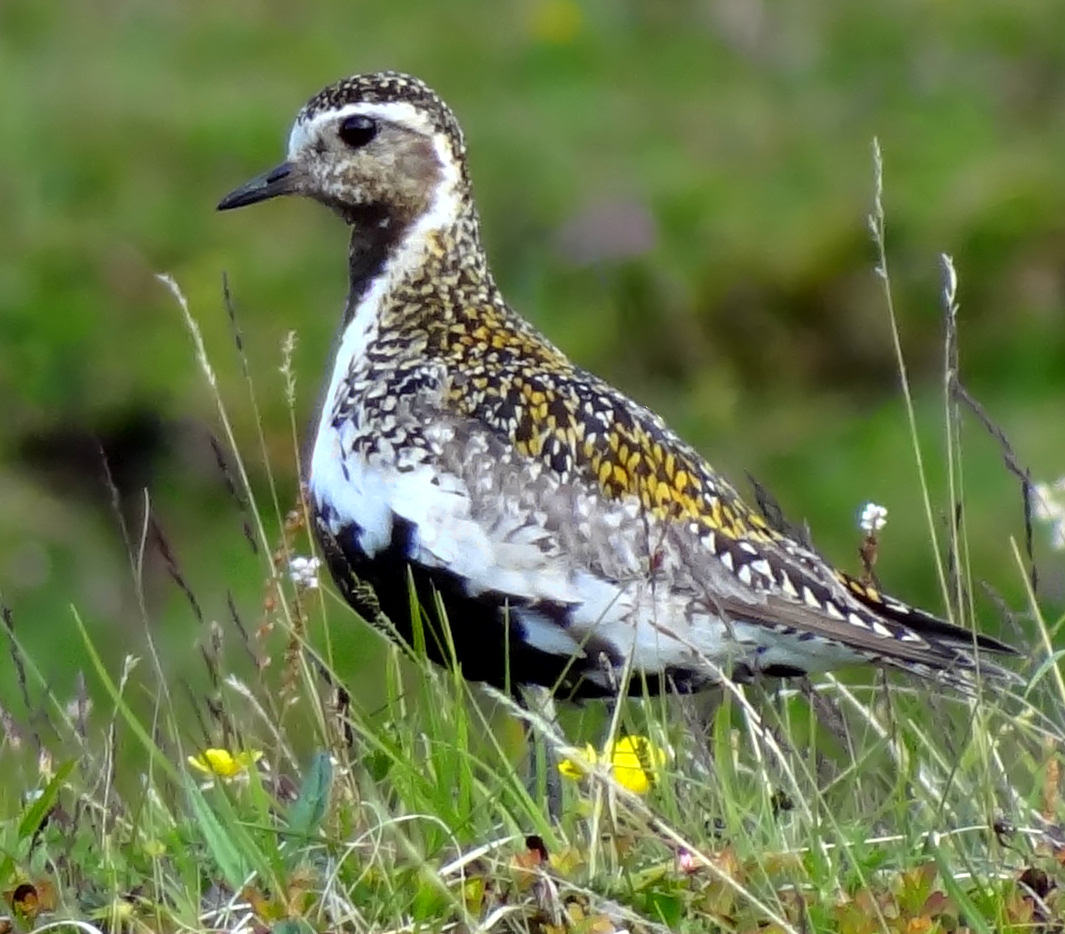
ploier auriu (Pluvialis apricaria)
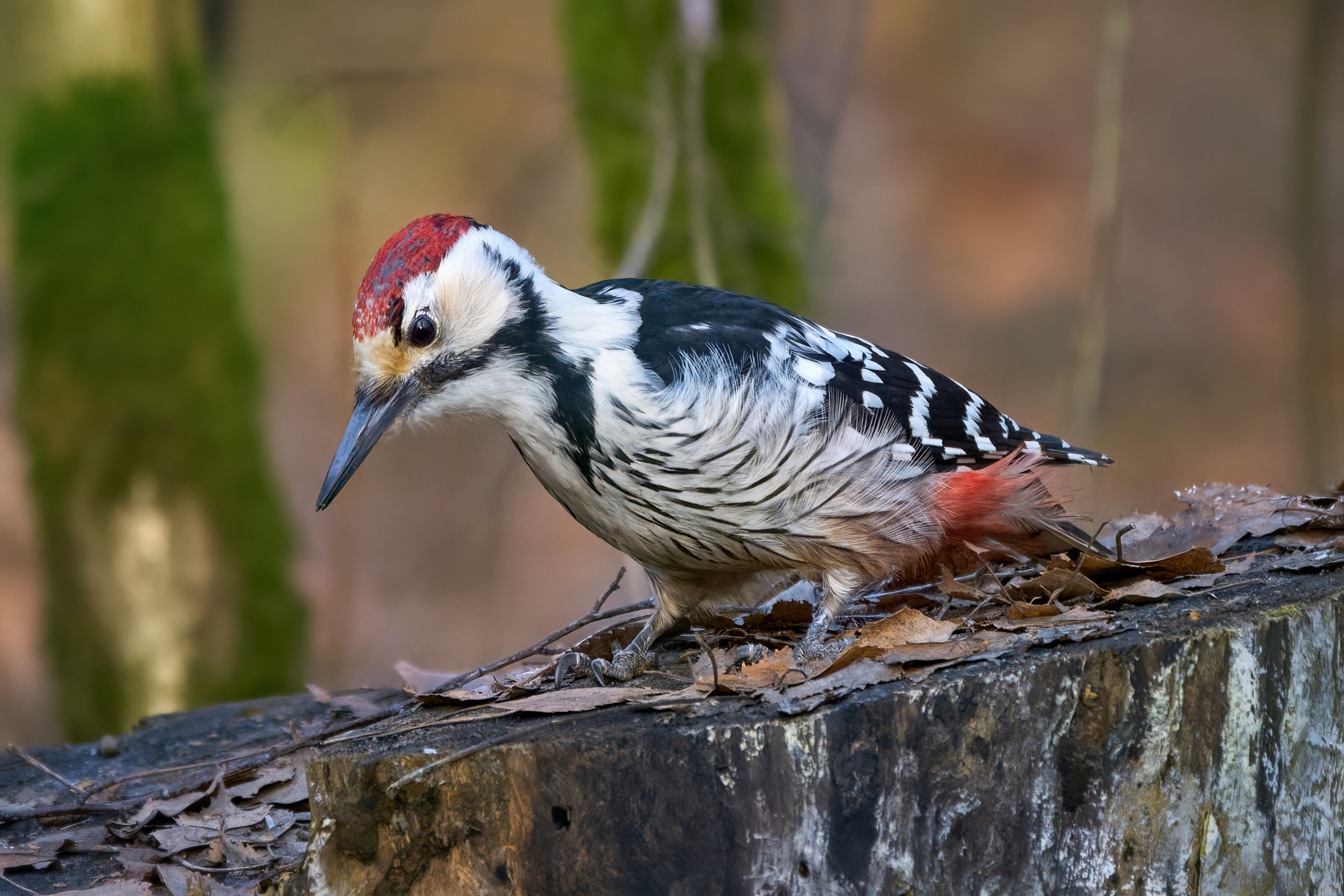
ciocănitoare cu spatele alb
((Dendrocopos leucotos))

Pădurile găzduiesc numeroase specii de animale, printre care mistreți (Sus scrofa), iepuri (Lepus), cerbi (Cervus elaphus), bursuci (Meles meles), castori (Cator fiber), vulpi (Vulpes), lupi (Canis lupus), lilieci (Chiroptera), arici (Erinaceus), nevăstuici (Mustela nivalis), veverițe zburătoare siberiene (Pteromys volans), râși (Lynx) și elani (Alces alces). Mlaștinile găzduiesc vidre (Lutrinae) și nurci (Mustela lutreola), iar apele de coastă oferă adăpost țestoaselor marine (Testudines) și focilor (Phoca vitulina).

Faună din Rezervația biosferei Vidzeme de Nord
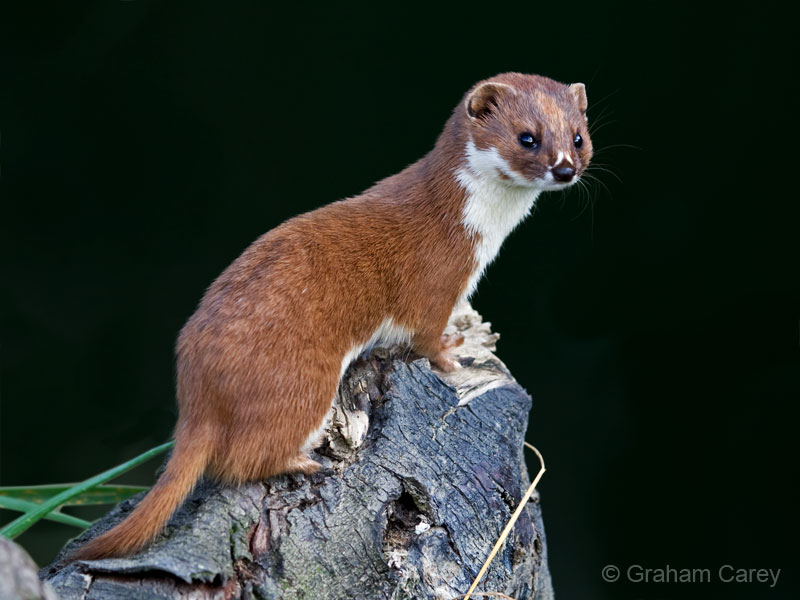
nevăstuică (Mustela nivalis)
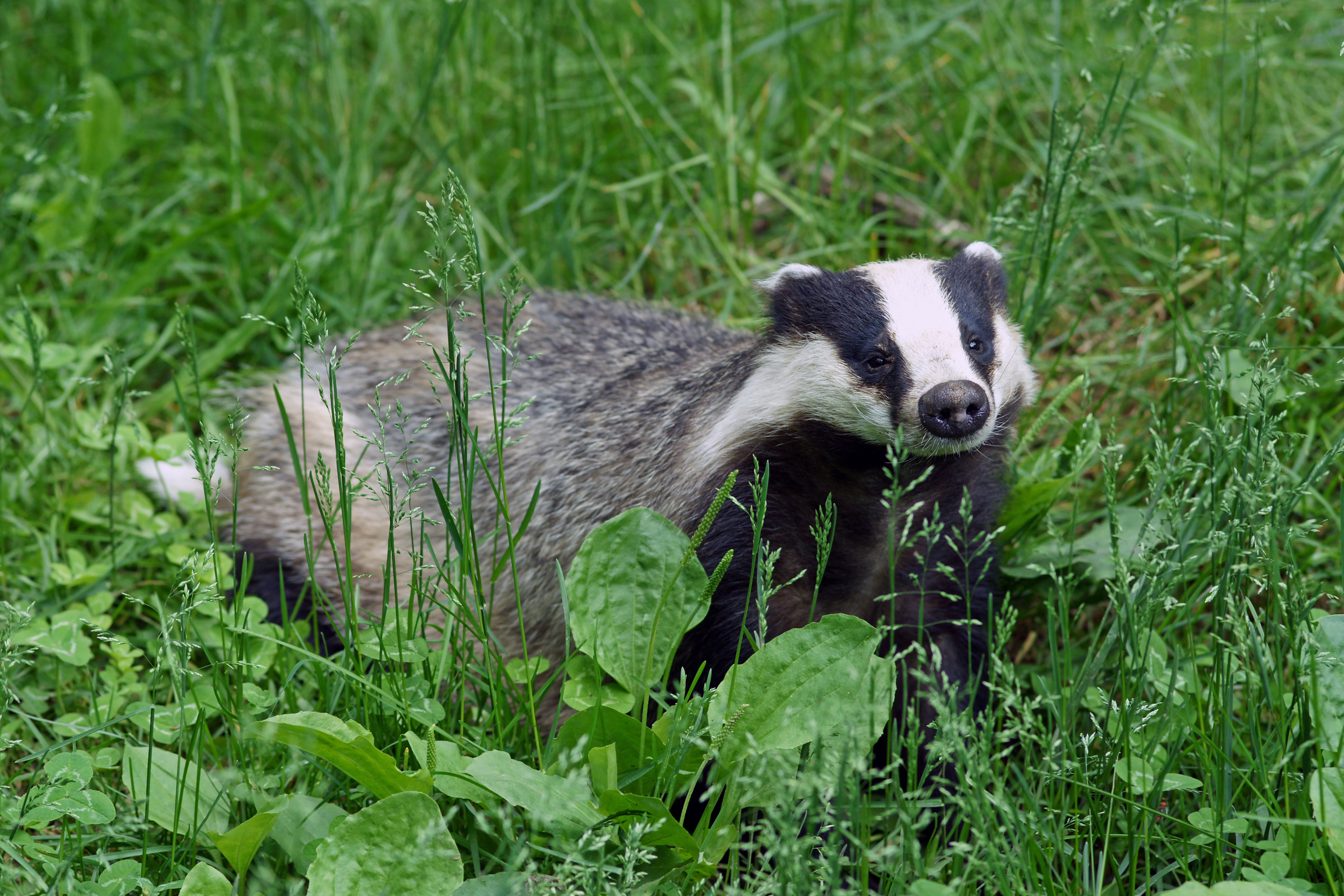
bursuc (Meles meles)
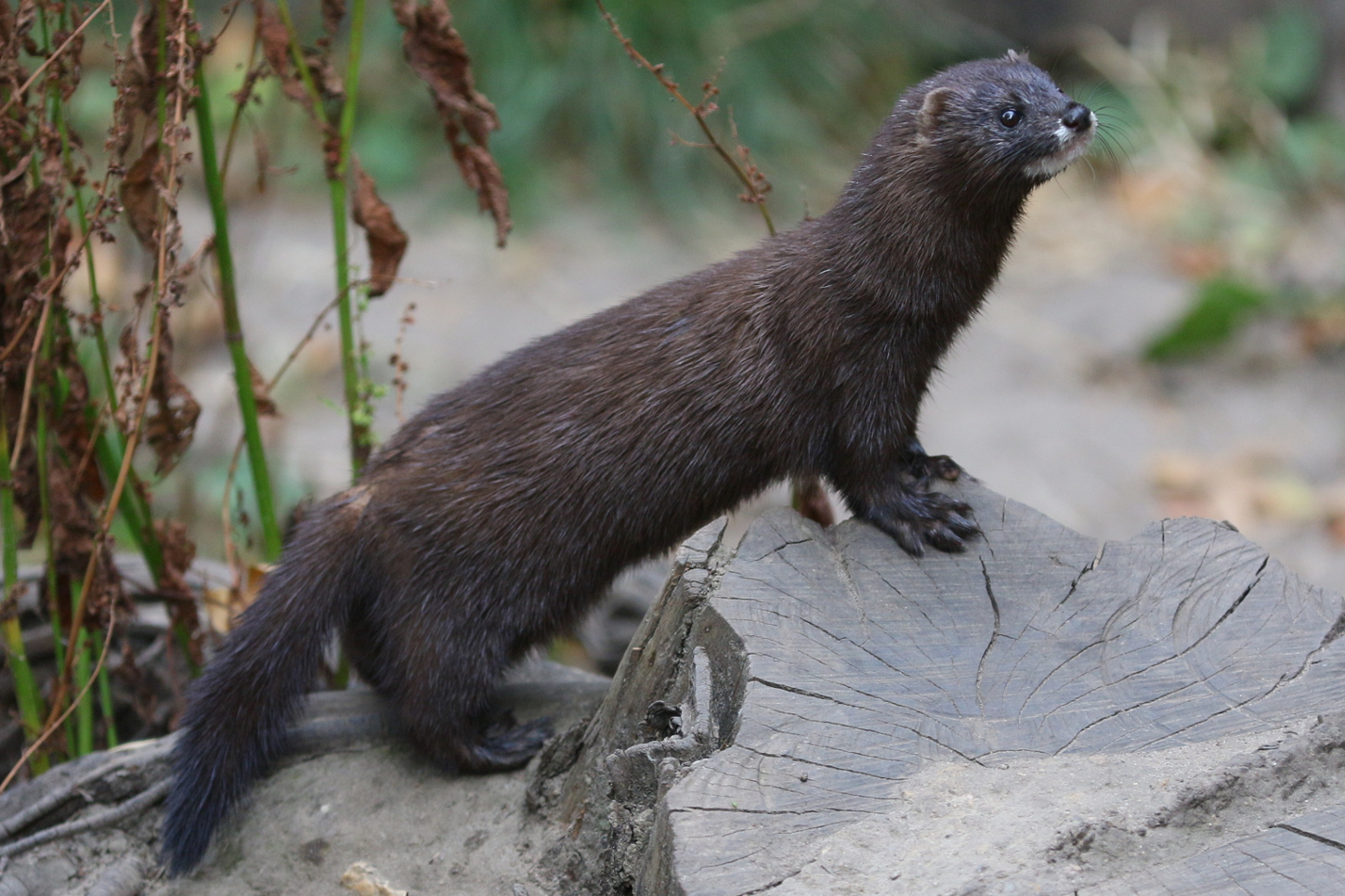
nurcă (Mustela lutreola)
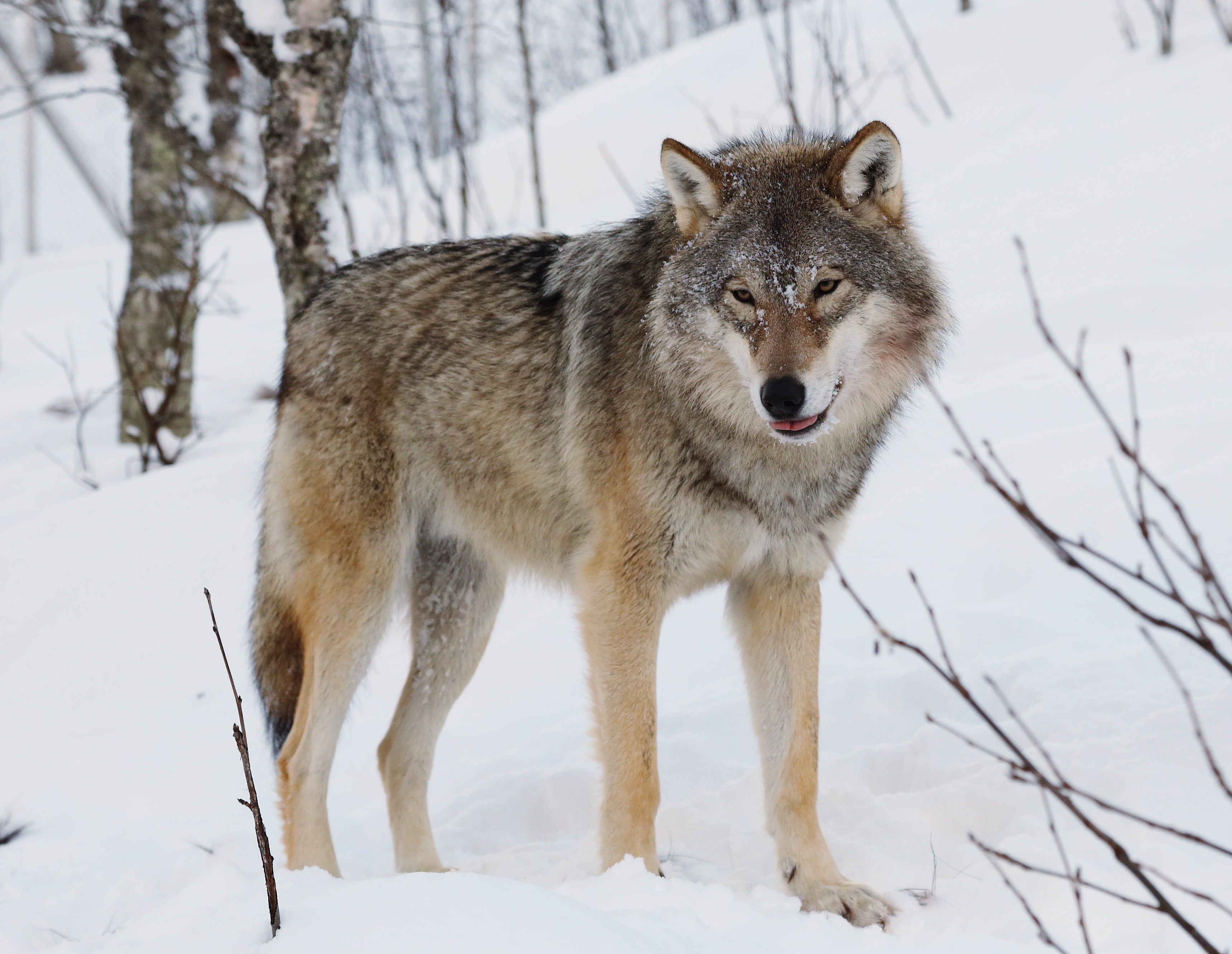
lup (Canis lupus)
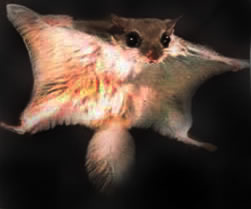
veveriță zburătoare siberiană (Pteromys volans)
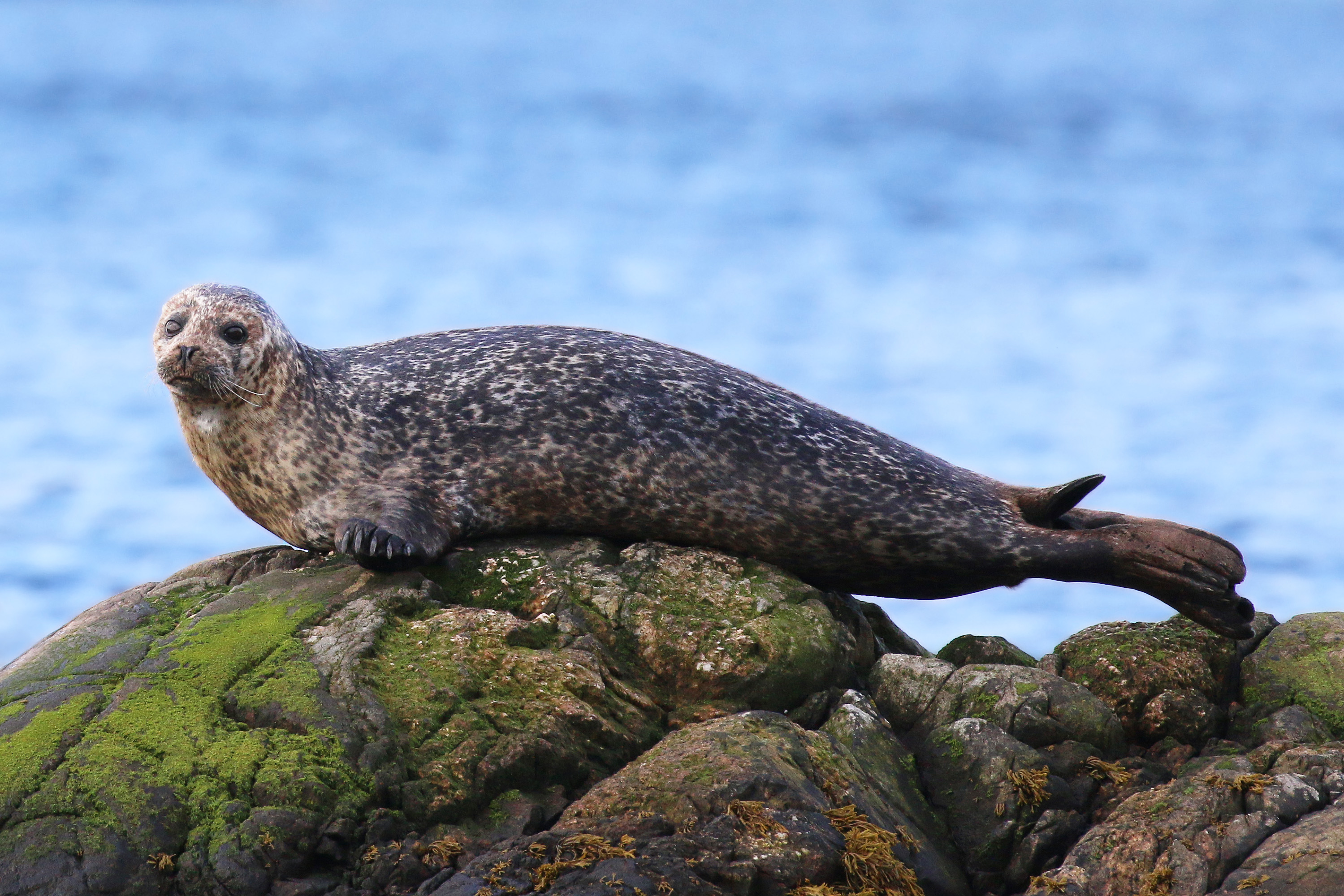
focă
(Phoca vitulina)

## Turism
Locurile turistice populare din Rezervația biosferei Vidzeme de Nord includ:
- râul Salaca (în letonă Salatsi jõgi) - un râu care izvorăște din lacul Burtnieks, străbate partea de nord a rezervației biosferei și se varsă în Golful Riga, pe malurile sale existând aflorimente de gresie roz din devonian în care apele râului au săpat numeroase grote și peșteri,
- zona de coastă Vidzeme - o zonă de litoral marin care include pajiștile Randu la capătul nordic, plaje cu nisip în partea centrală și 22 de kilometri de țărm stâncos sau plaje acoperite de bolovani la capătul sudic,
- lacul Burtnieks - al patrulea lac ca mărime din Letonia, situat aproape în centrul rezervației biosferei,
- mlaștina Seda - unul dintre cele mai importante locuri de odihnă și hrănire pentru păsări în perioada migrației, zona conține numeroase turnuri de observație amenajate la marginea mlaștinii[12].

Trasee de drumeție, turnuri sau platforme de observație a păsărilor se găsesc în zona pajiștilor Randu, pe malurile lacului Burtnieks, de-a lungul mlaștinilor Planči și Niedrāji-Pilka, pe malurile lacurilor Dziļezers și Lielezers și în alte părți. Parcul Skaņākalns din Mazsalaca este una dintre cele mai populare destinații turistice din rezervația biosferei Vidzeme de Nord. Pe teritoriul rezervației se regăsesc numeroase monumente culturale importante, inclusiv una dintre cele mai vechi așezări cunoscute din Letonia – o așezare de pescari și un sit funerar care datează din perioada mileniilor V-II î.Hr.

Imagini din Rezervația biosferei Vidzeme de Nord
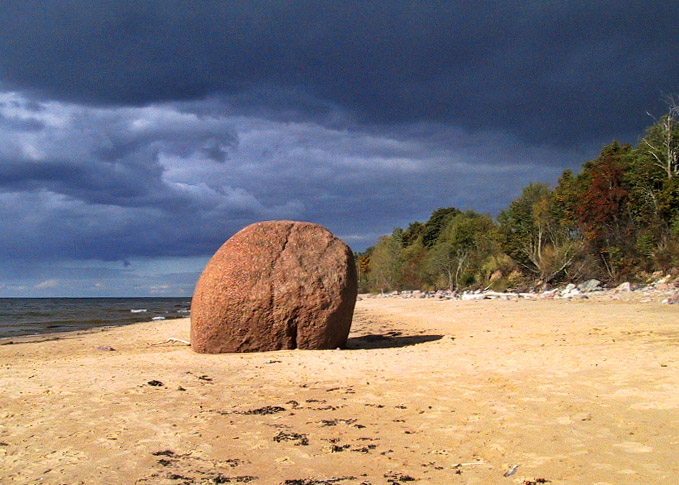
Piatra Lauci, litoralul Mării Baltice
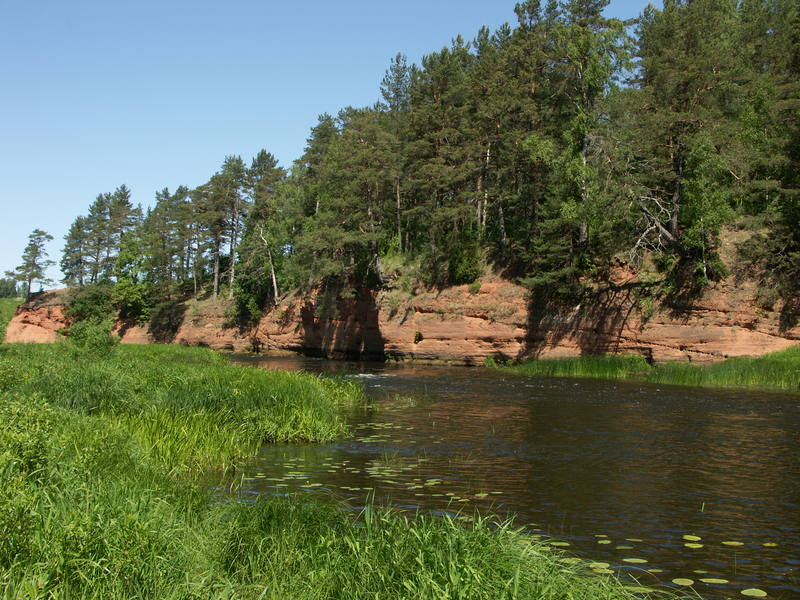
râul Salaca
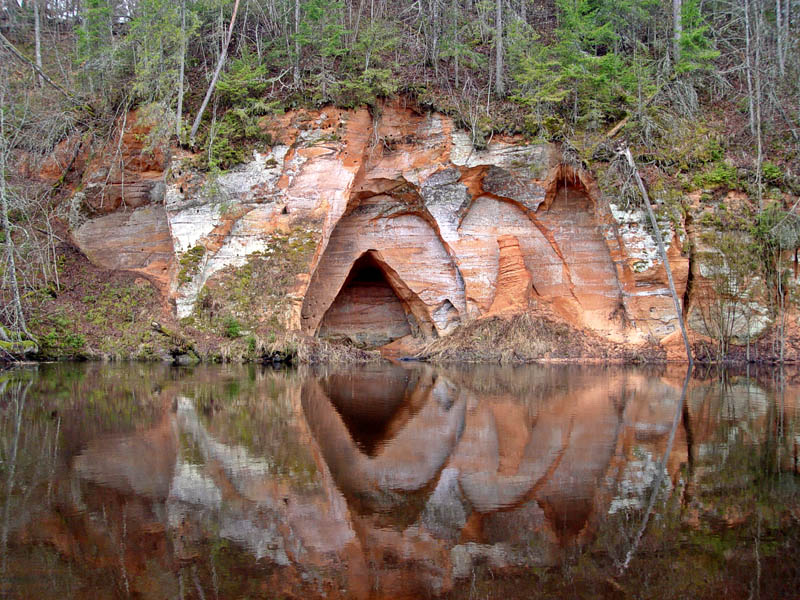
Peștera Îngerilor (Eņģeļu ala) pe râul Salaca
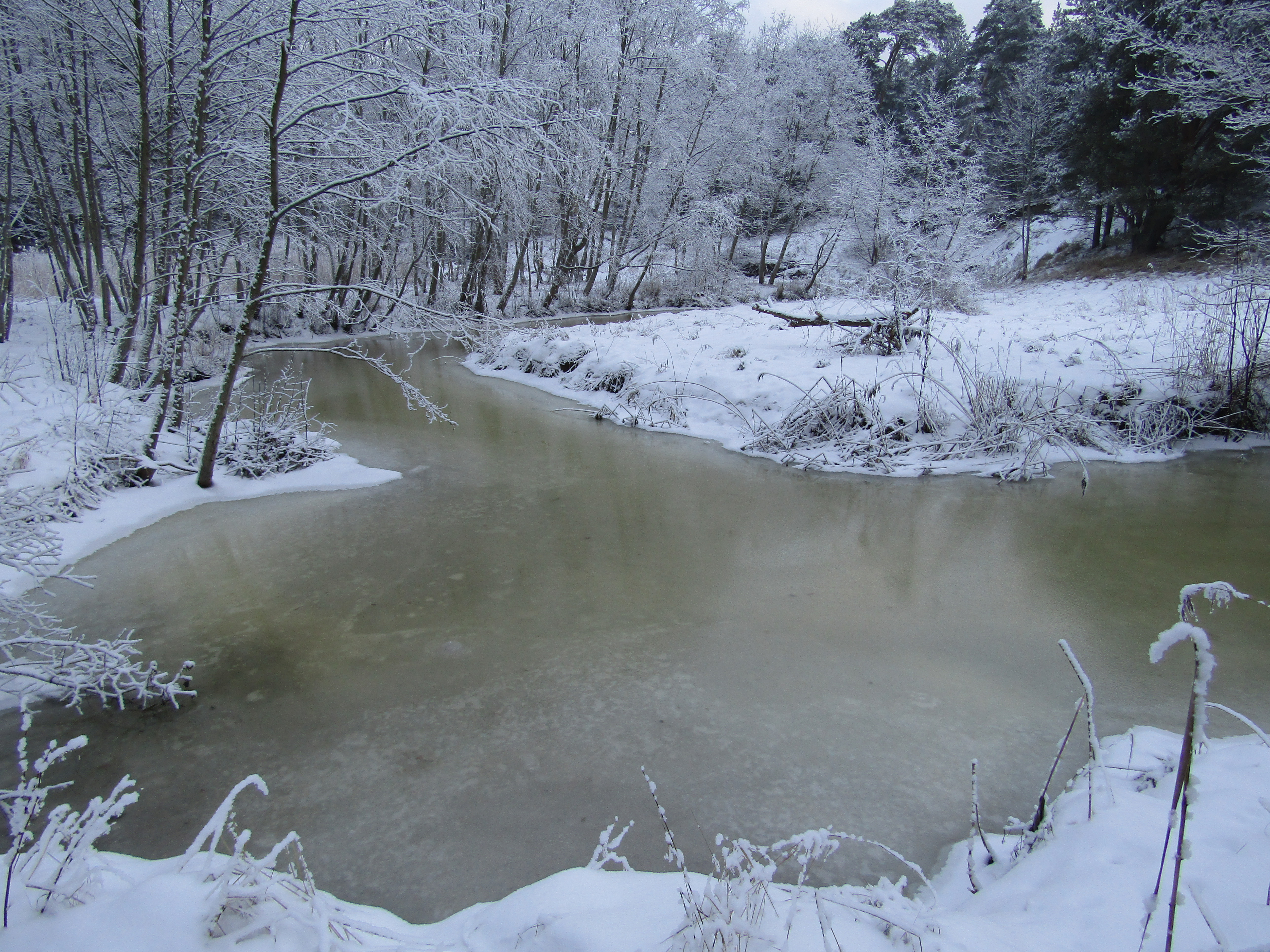
Rezervația biosferei Vidzeme de Nord, iarna
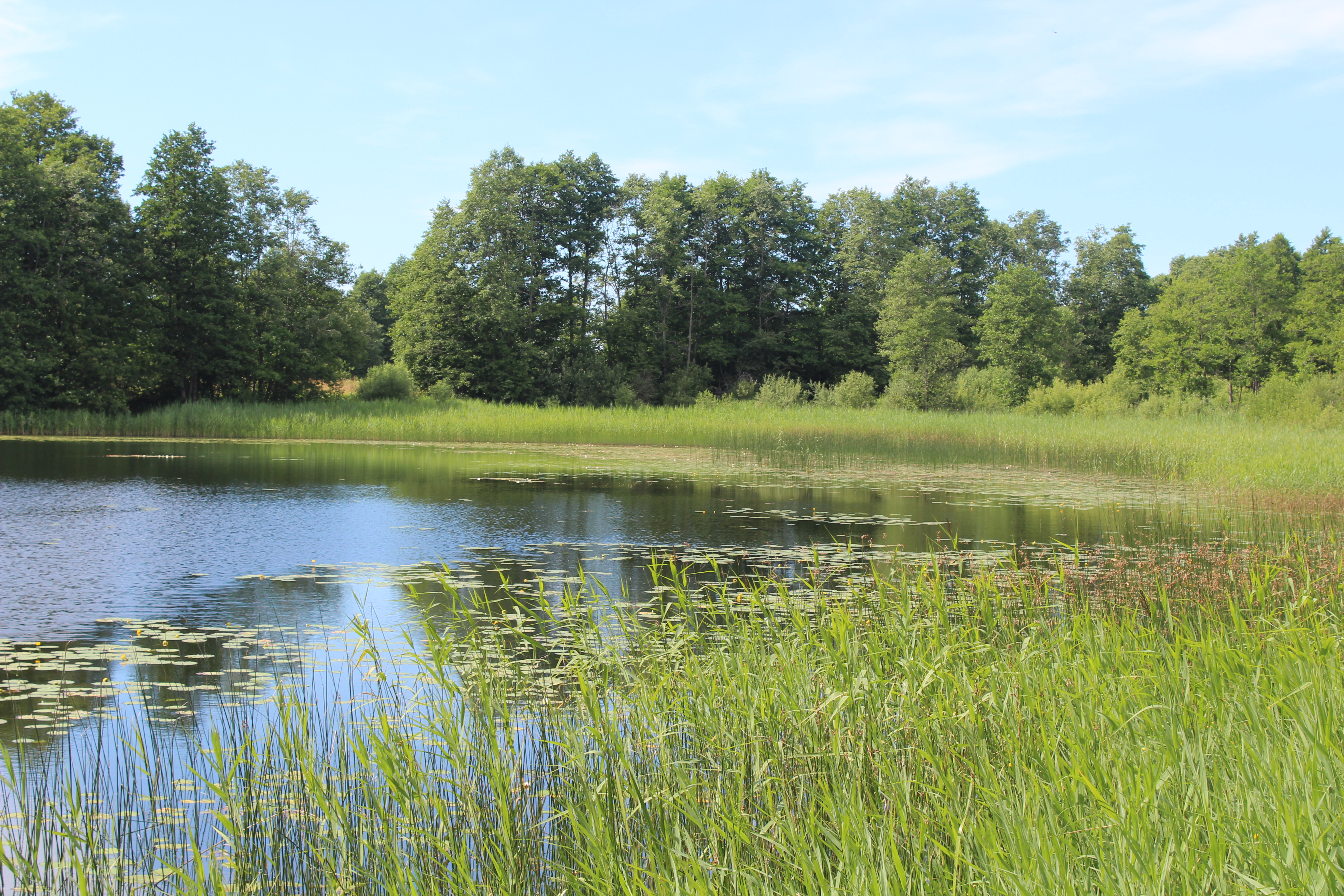
lacul Dziļezers
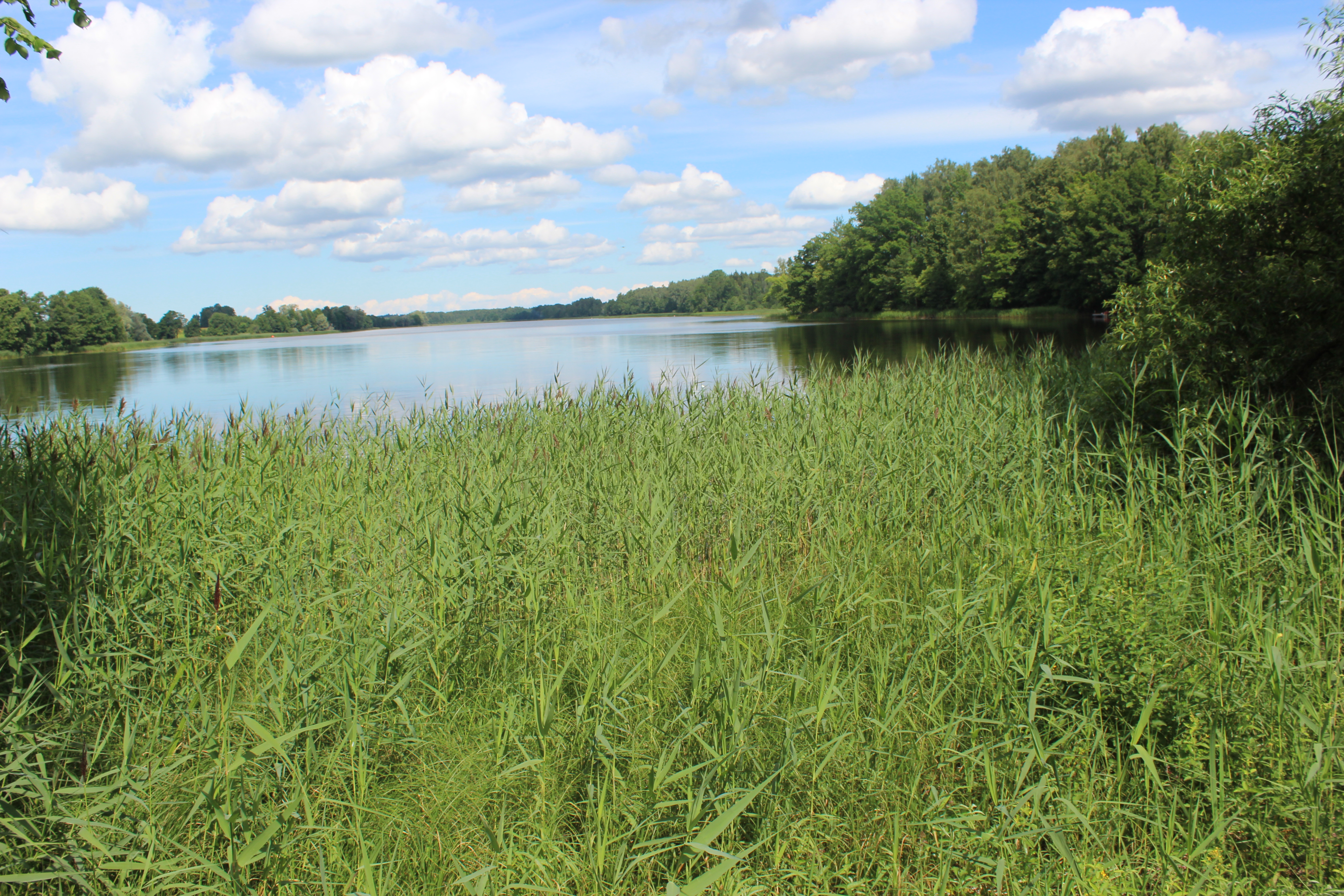
lacul Riebezers
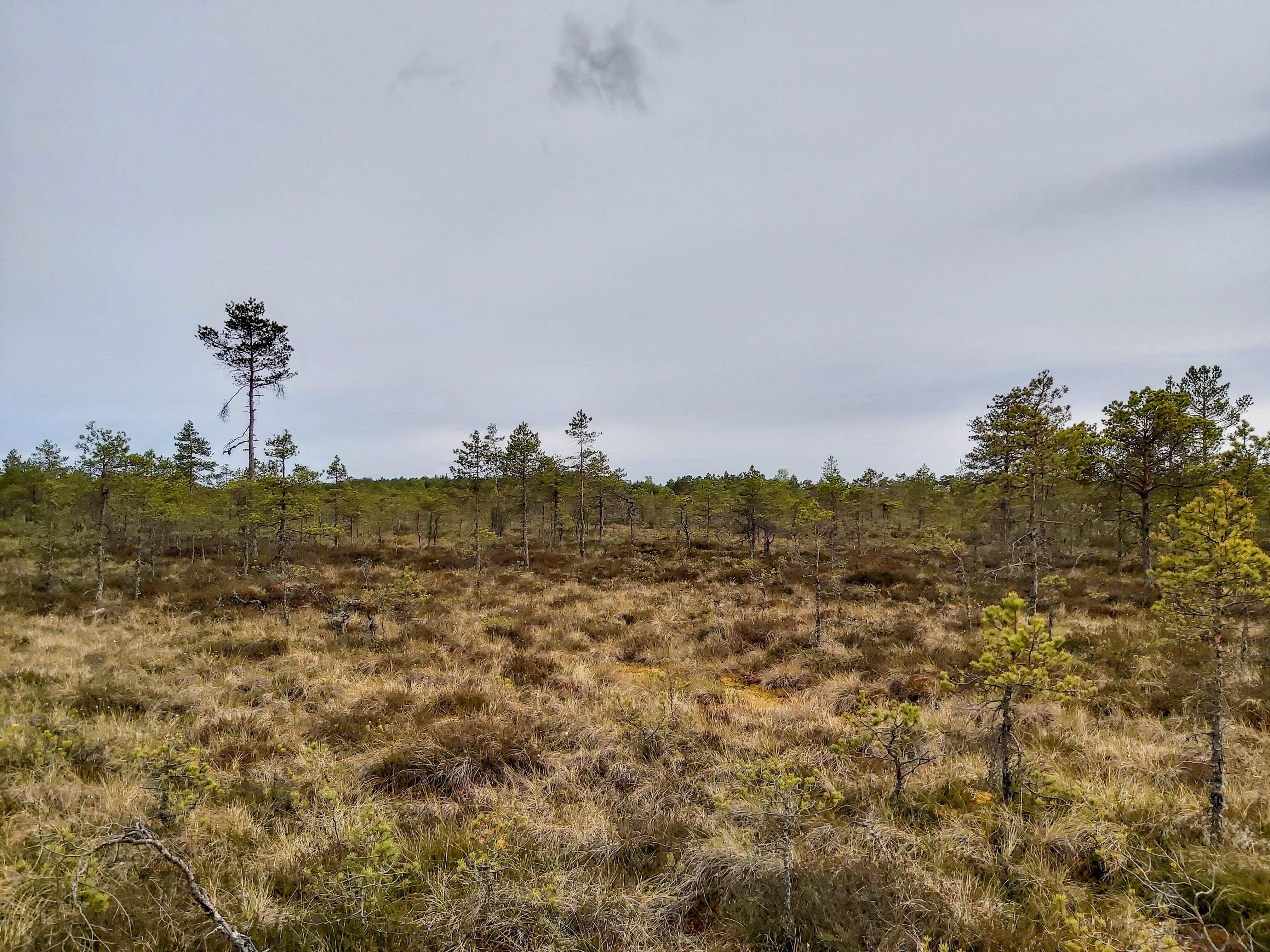
mlaștina Kārki (Kārķu purvs)
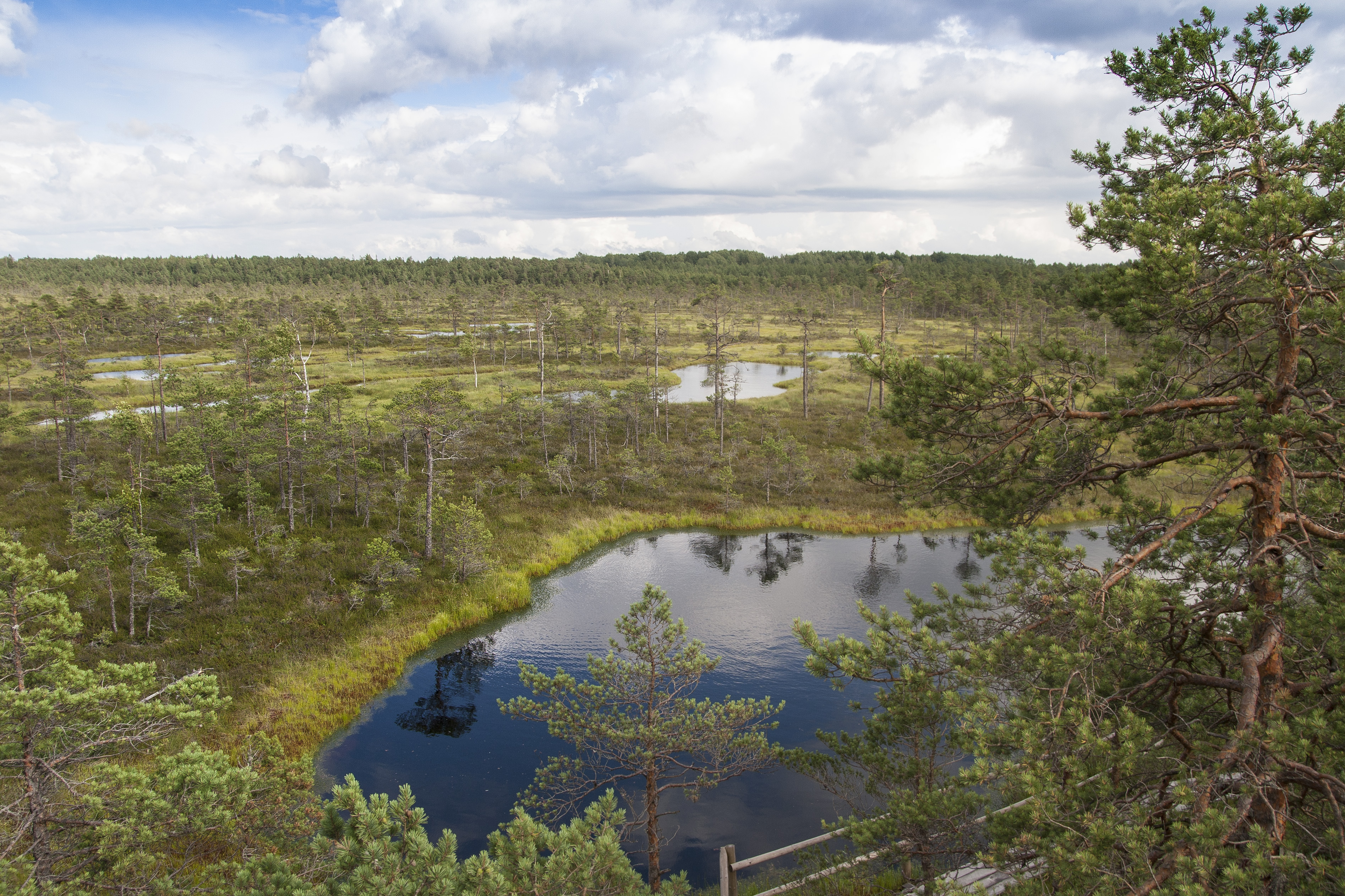
mlaștina Niedrāji-Pilka (Niedrāji-Pilka purvs)
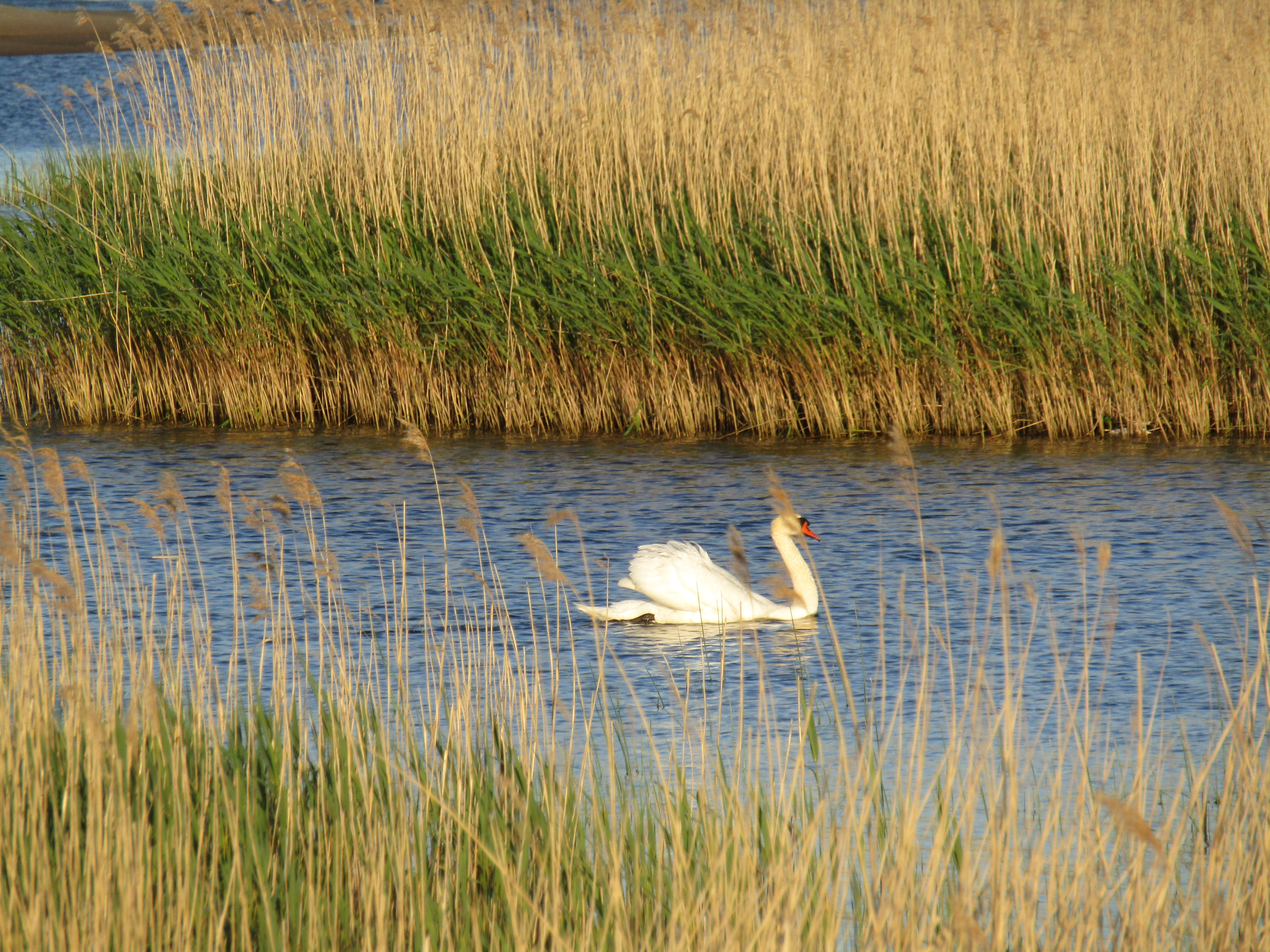
canal în zona pajiștilor Randu (Randu pļavas)
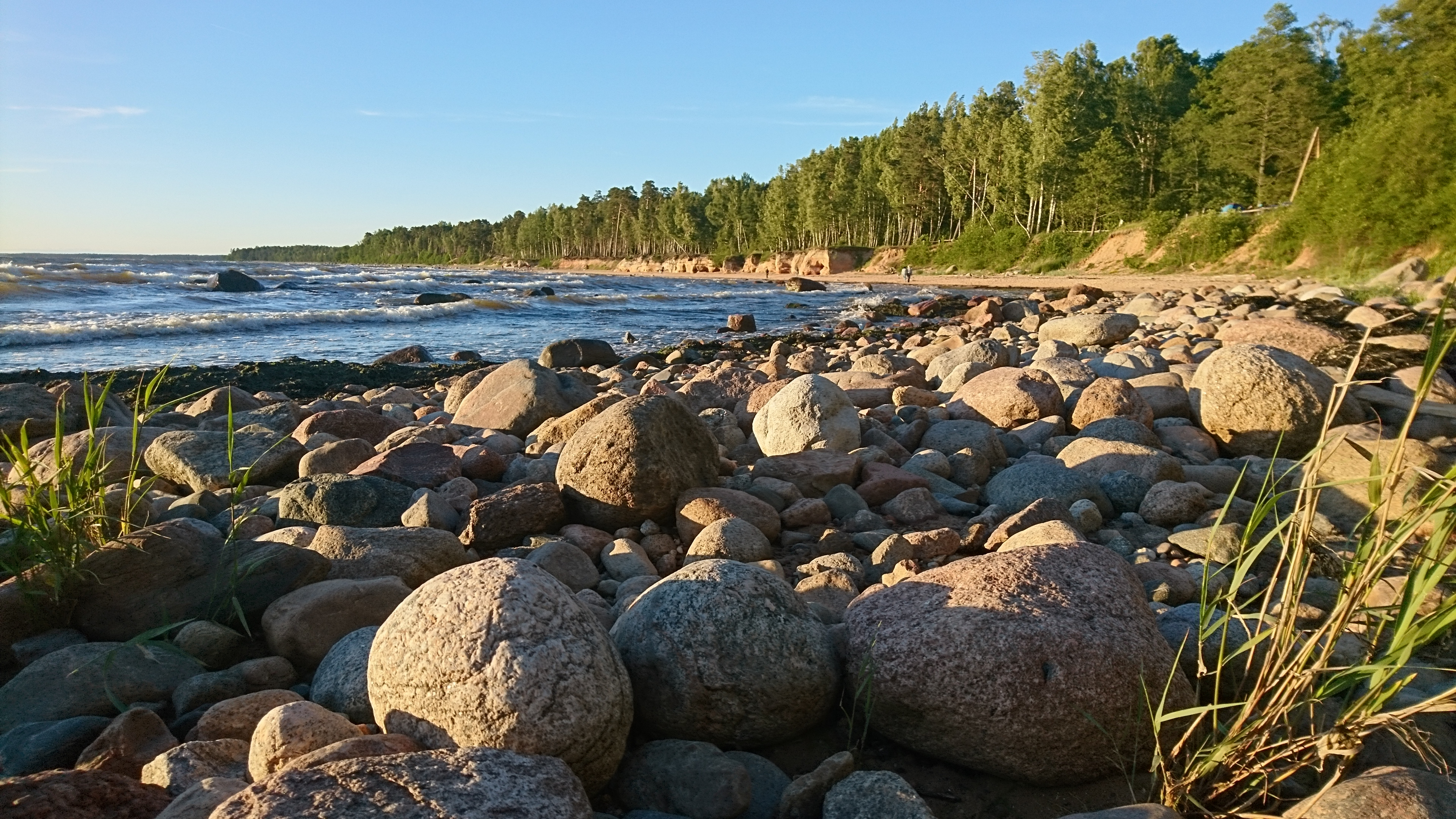
zonă cu bolovani în extremitatea sudică a litoralului Vidzeme la Marea Baltică
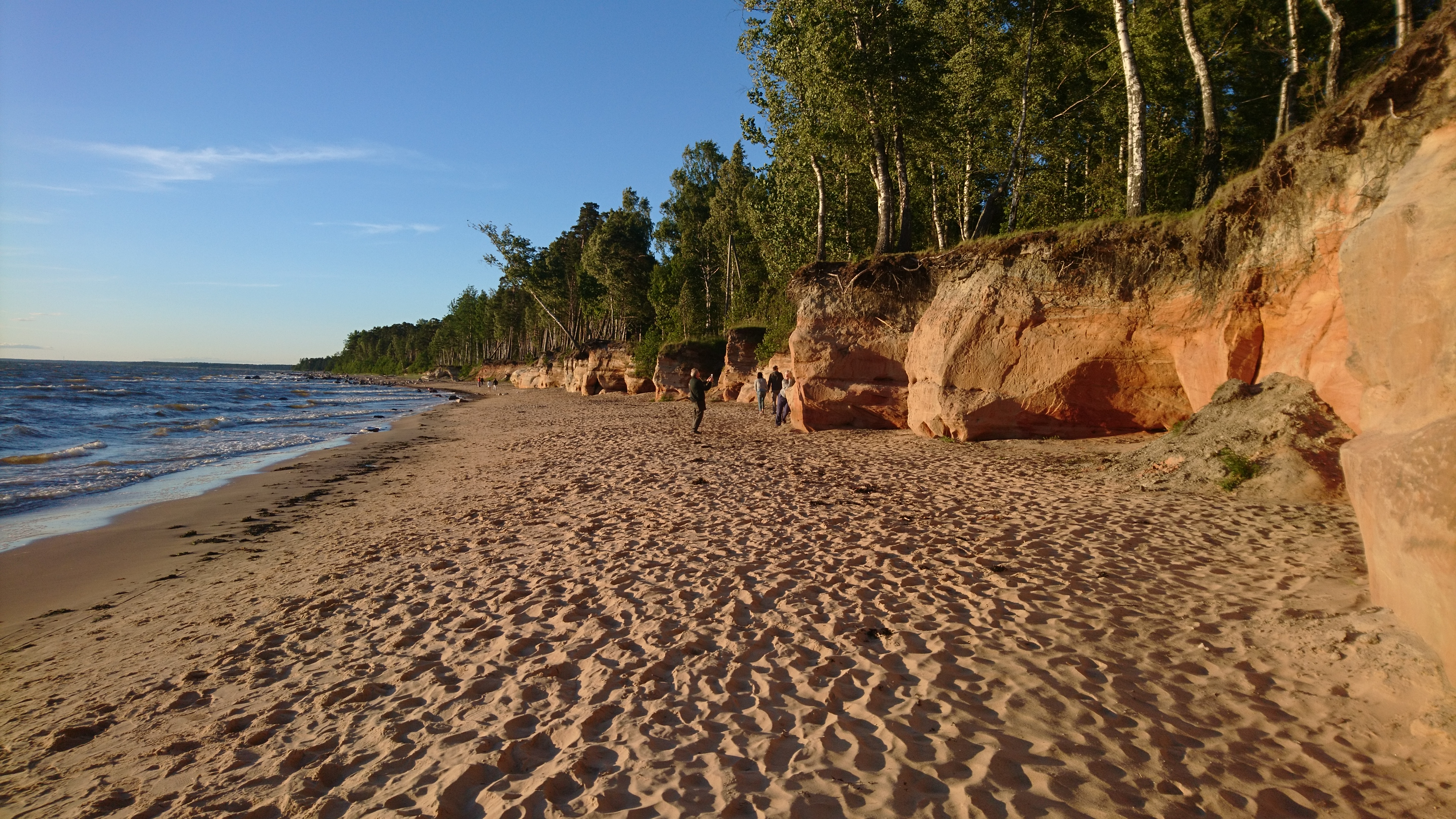
Veczemju klintis („Stâncile antice”), pe litoralul Mării Baltice
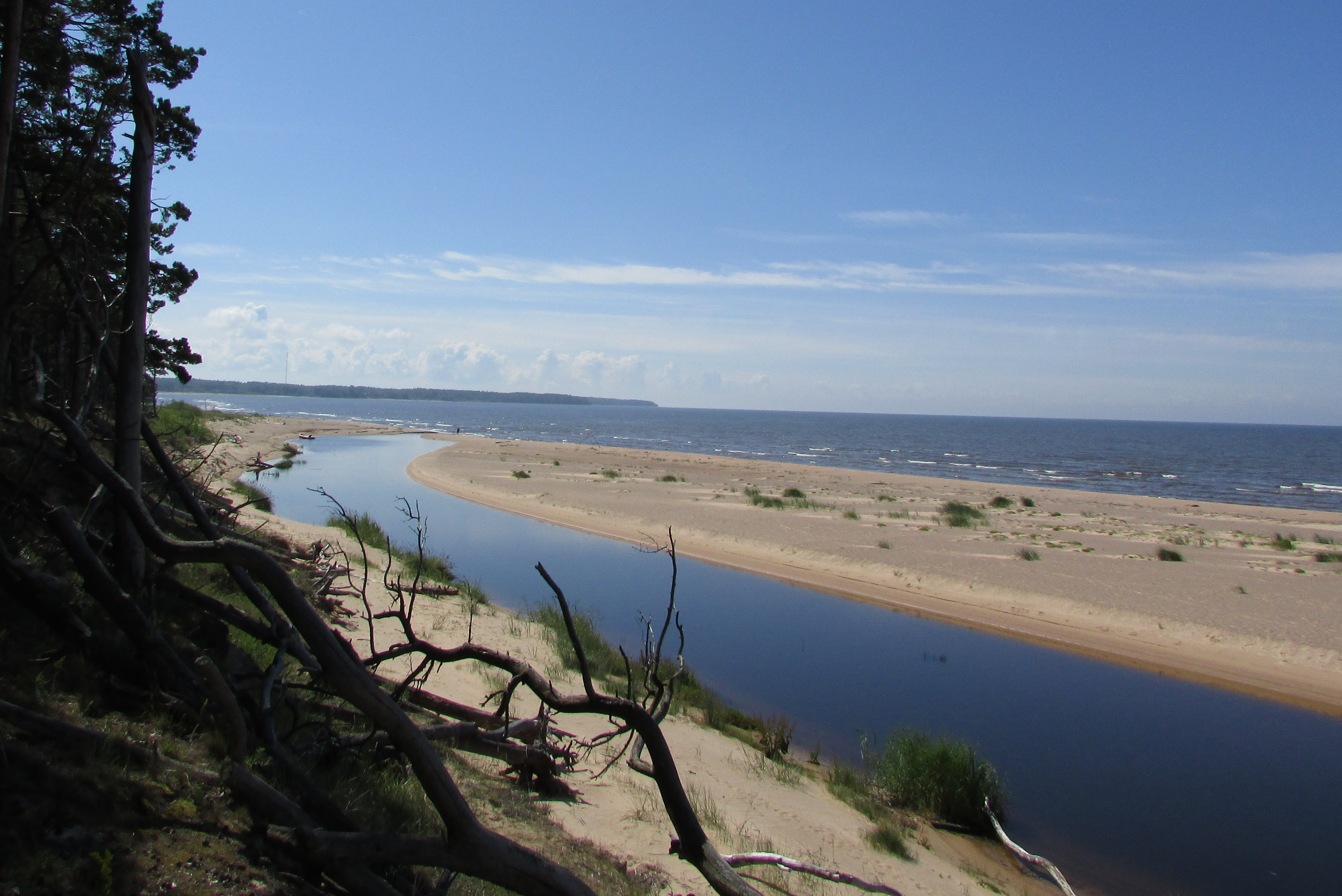
aria naturală protejată marină Vitrupe-Tūja
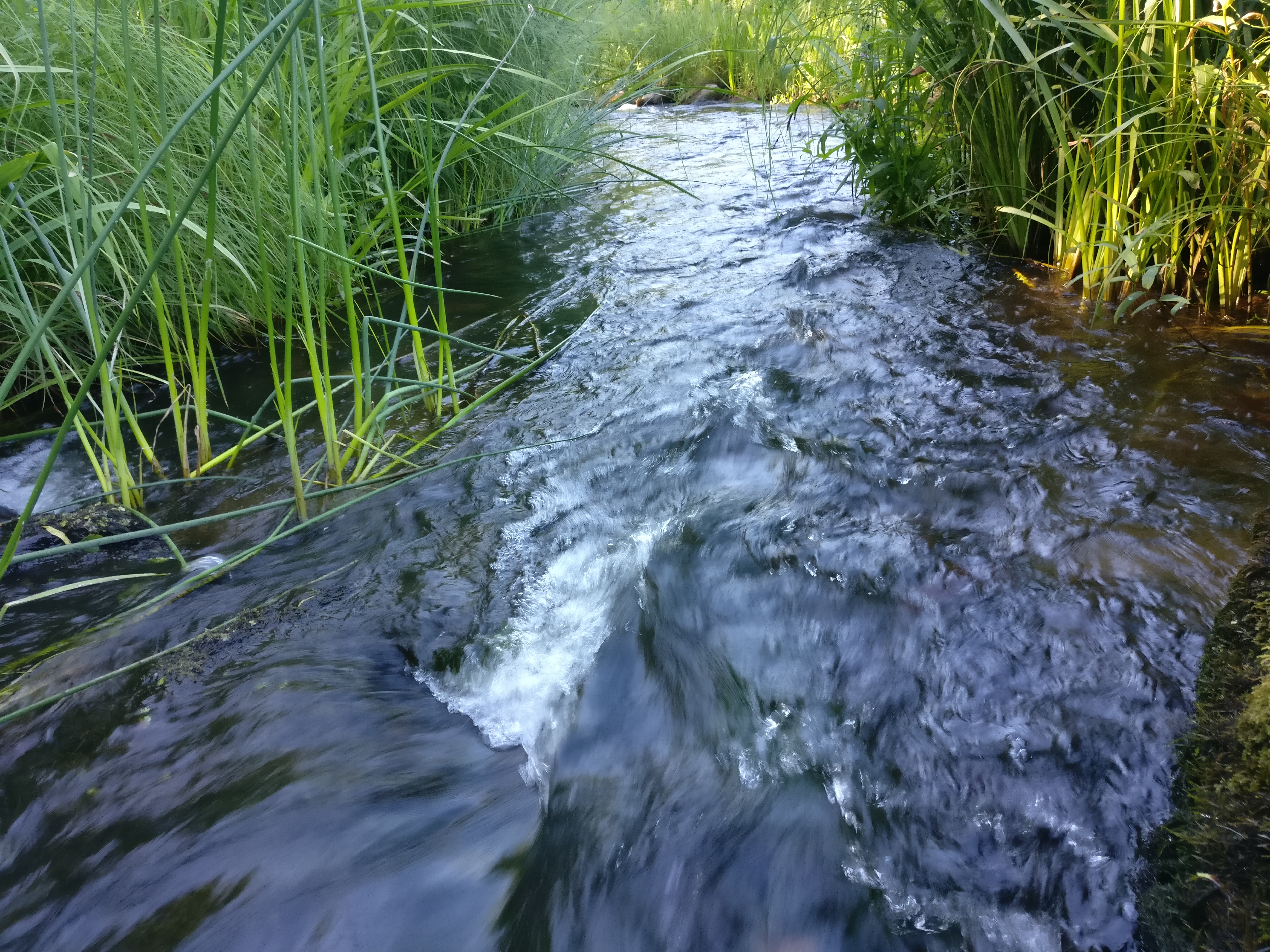
râul Vitrupe, lângă Brīdaga
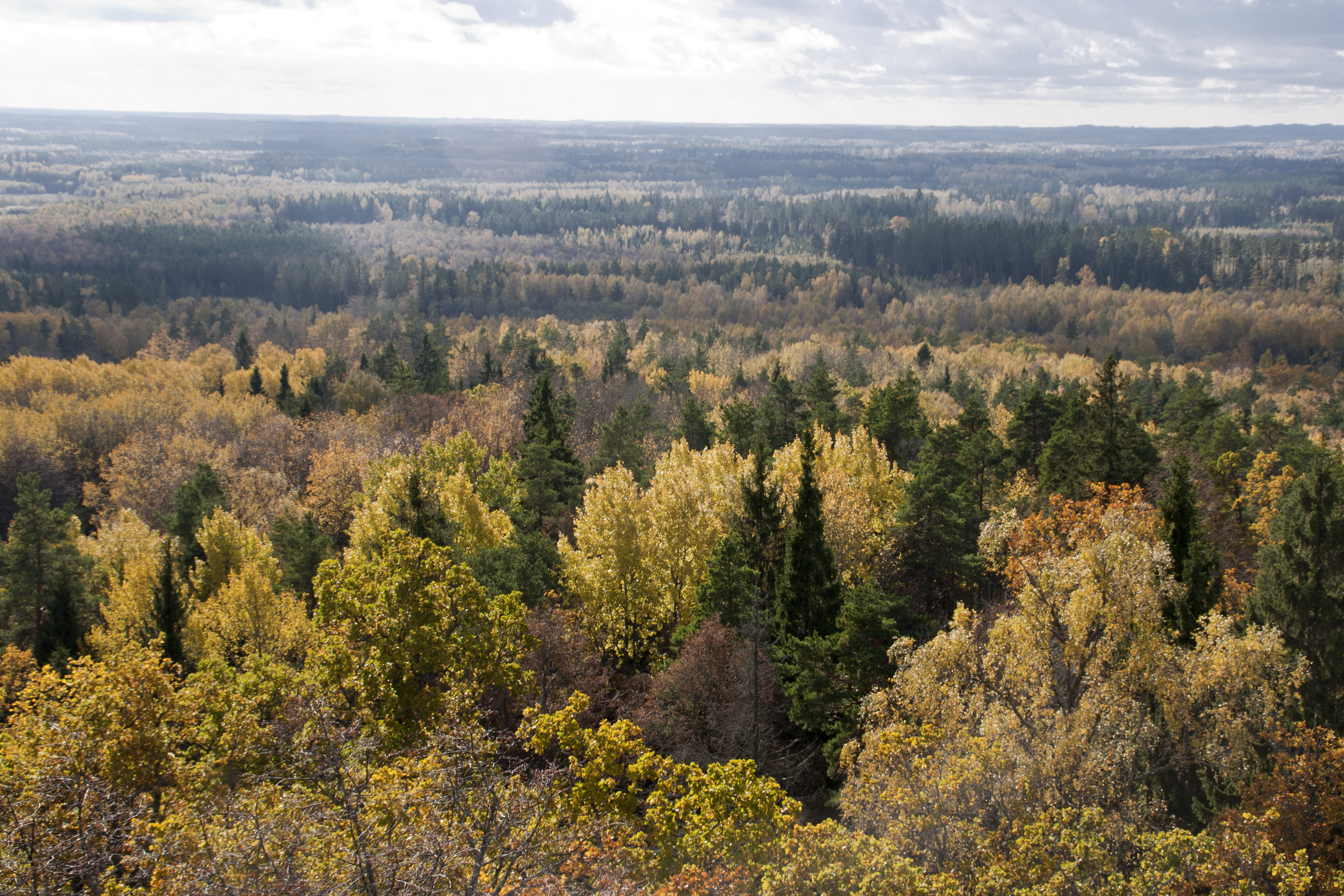
pădure mixtă, Zilaiskalns
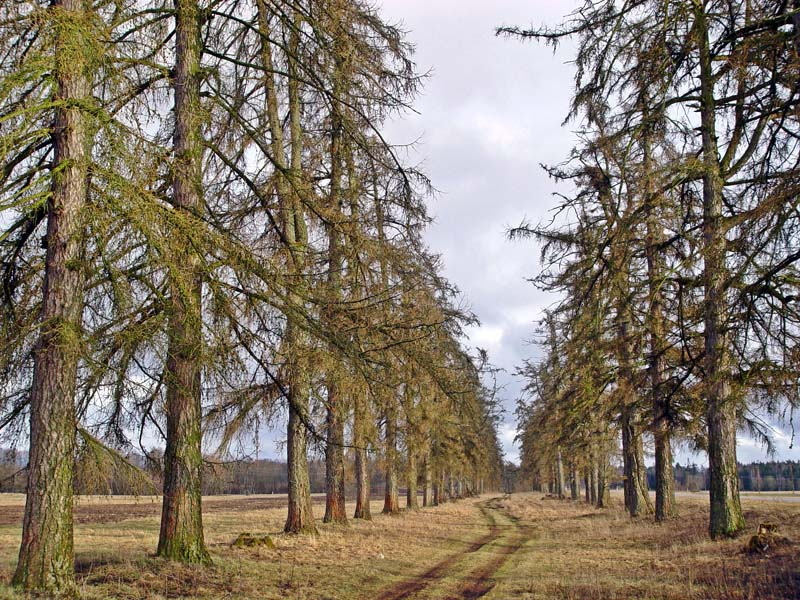
arbori de zada pe drumul istoric spre satul Matisi
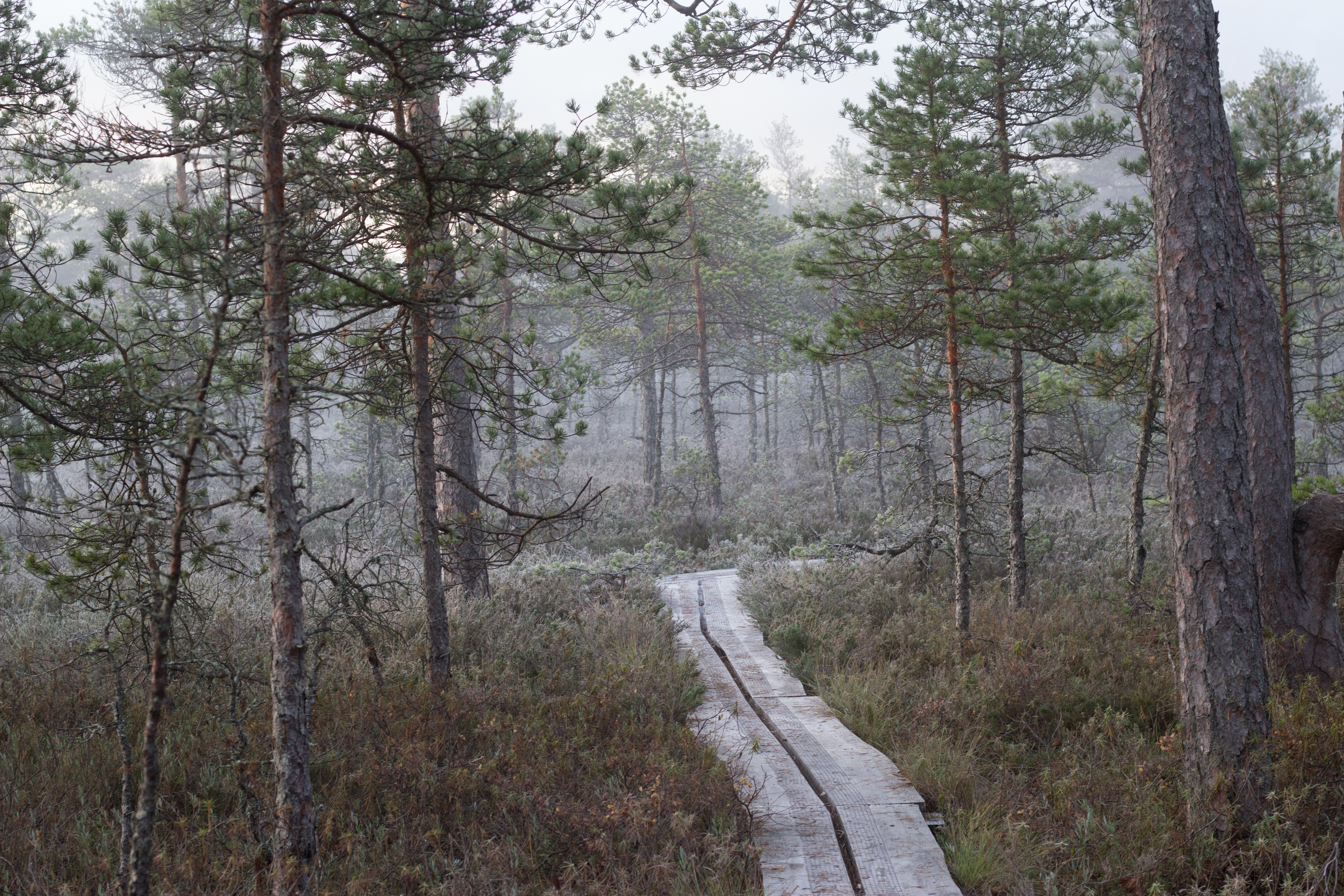
traseu de drumeție, mlaștina Niedrāji-Pilka
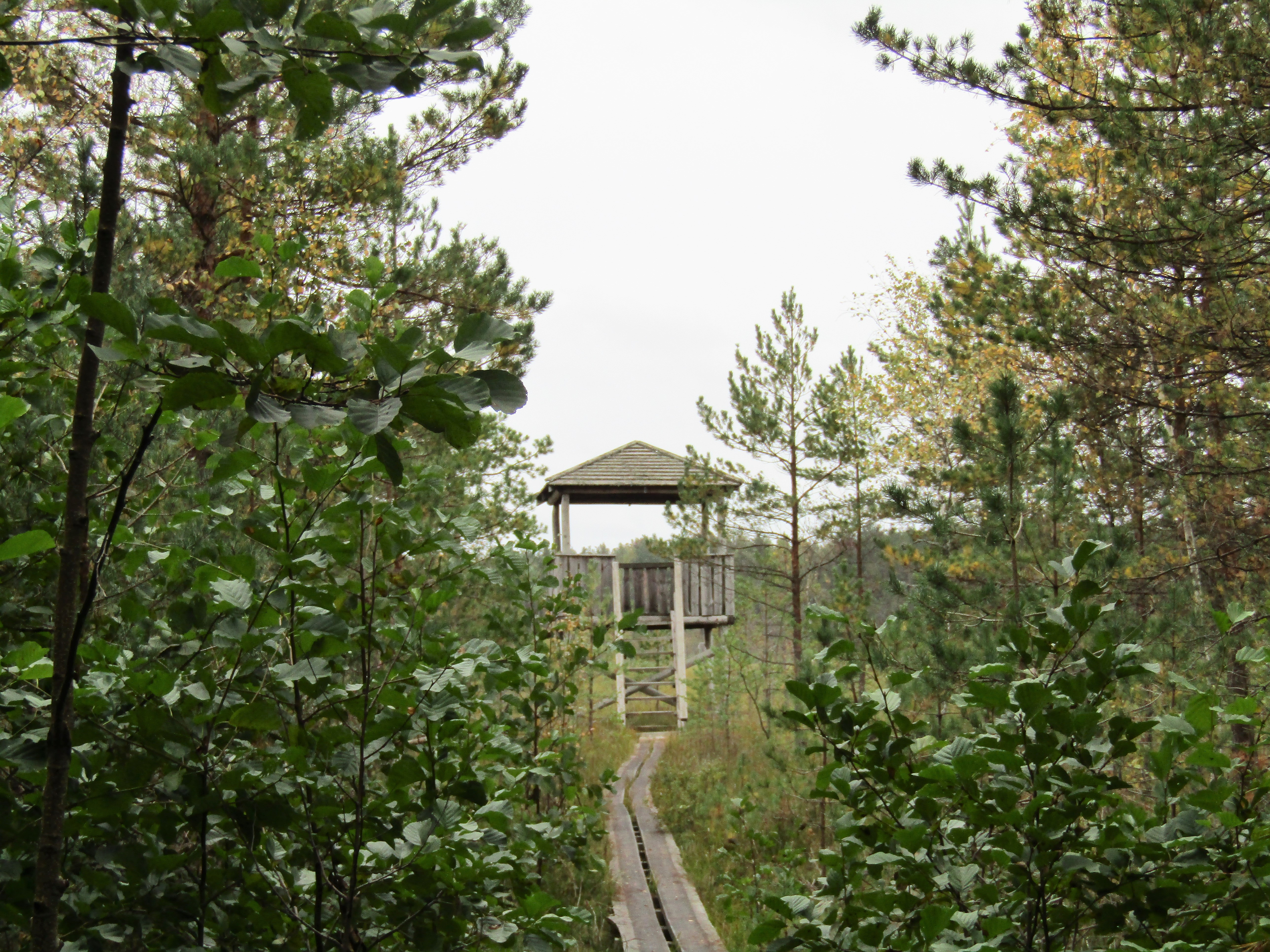
turn de observație, mlaștina Oleri
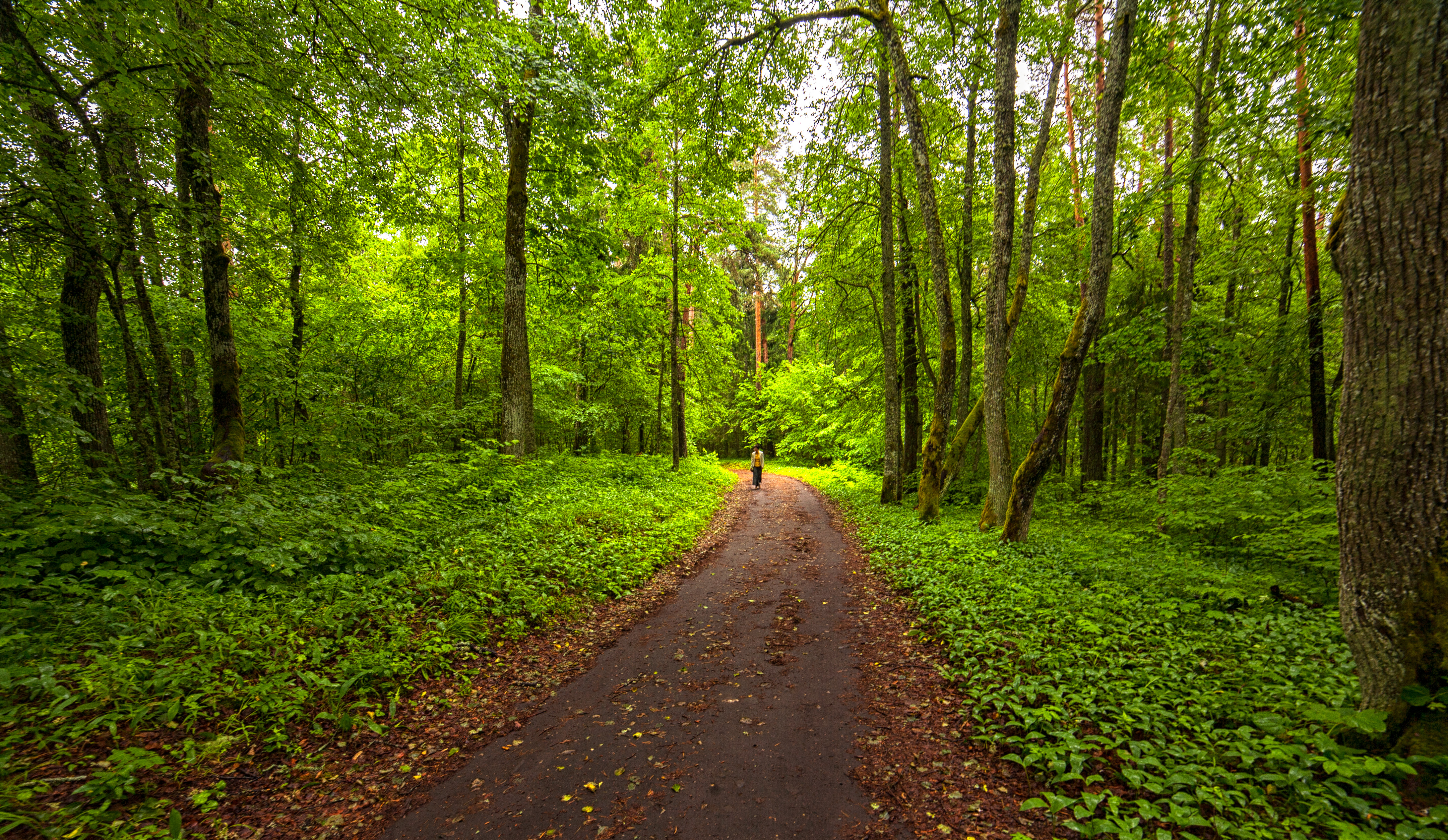
traseu de drumeție, Zilaiskalns

### Hărți și ghiduri
- Agenția pentru Conservarea Naturii. Ziemelvidzemes biosferas rezervats [Rezervația biosferei Vidzeme de Nord] (Hartă) (ed. 2017). 1:200 000. Arhivat din original la 9 mai 2024. Accesat în 9 mai 2024.